# 日本の百貨店

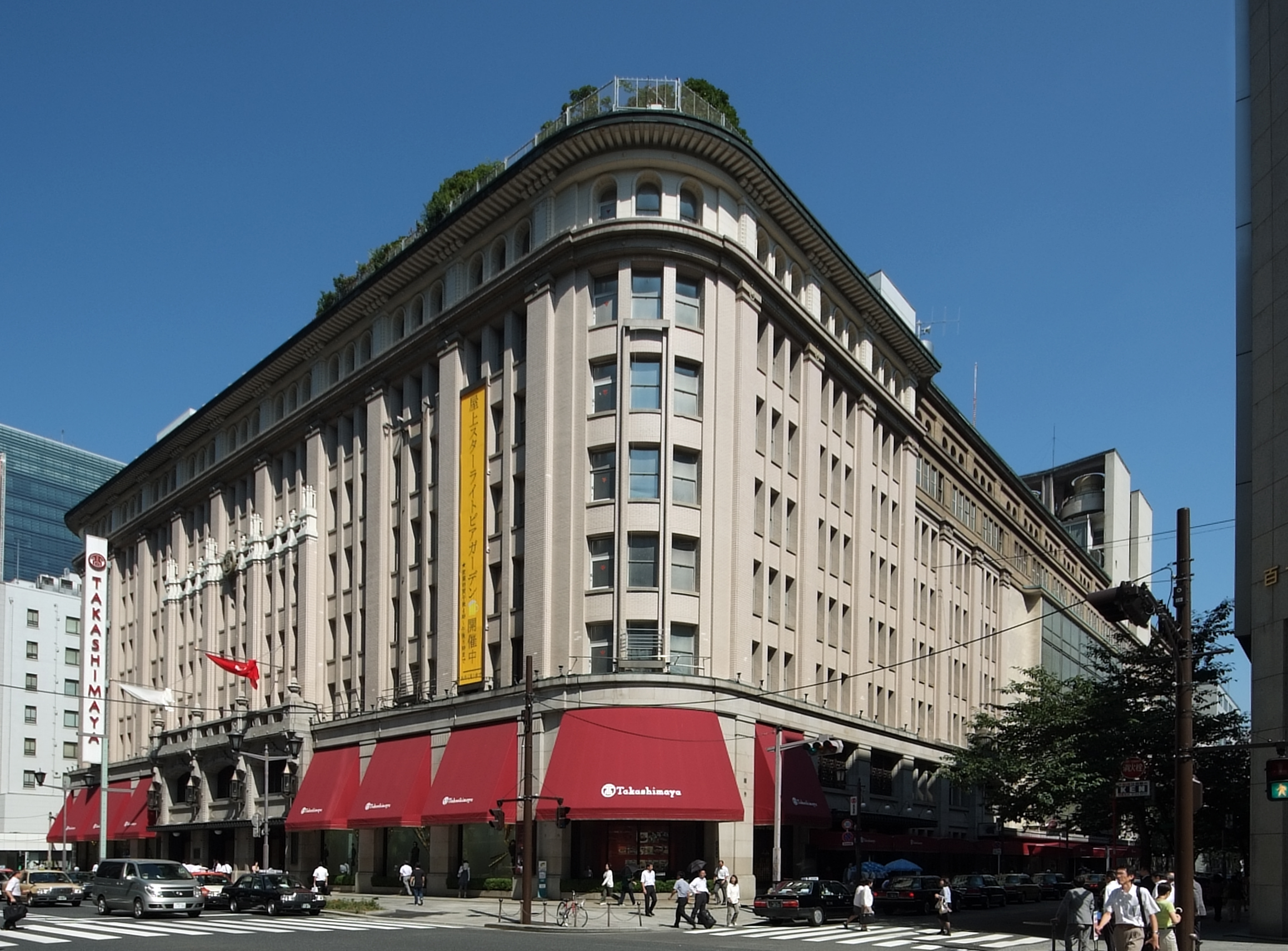
百貨店の一例（高島屋日本橋店:重要文化財）

日本の百貨店（にっぽんのひゃっかてん）では、「一つの事業者が複数の分野にわたる多種類の商品を一つの店舗で扱う大規模な小売店舗で、セルフサービス方式の売り場が50 %以下のもの」を指し、英語の department store、フランス語の grand magasin、ドイツ語の Warenhaus がこれに相当する。

## 歴史

### 百貨店誕生以前
勧工場は、百貨店が誕生する前に陳列販売の形態をとる店舗としての先駆けとなった。勧工場は、1878年（明治11年）、第一回内国勧業博覧会の展示品を陳列販売することと、東京府下の職工保護と殖産興業を目的として、東京・辰ノ口に設置された。勧工場は、通路を設けた室内の空間で正札がつけられた商品を陳列販売する新しい店舗方式であった。勧工場では、入場料を取られず、購入をする、しないにかかわらず、人々が自由に商品を見ることができた。勧工場はその後、繁華街を中心に増加し、明治30年代に全盛期を迎えた。

### デパートの誕生

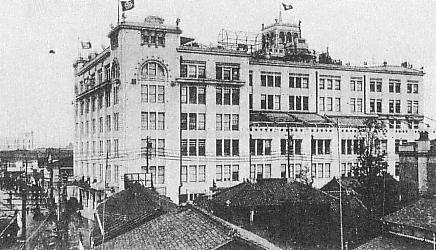
泰文堂『写真図説 大正の名古屋』より1925年ごろの松坂屋名古屋店

三井グループの祖業である合名会社三井呉服店（現在の三越）が1904年（明治37年）12月20日前後に顧客や取引先に三井・三越の連名であいさつ状を発送。株式会社三越呉服店を設立し三井呉服店の営業をすべて引き継いだことを案内するとともに、今後の方針として「当店販売の商品は今後一層その種類を増加し、およそ衣服装飾に関する品目は 一棟御用弁相成り候 設備致し、結局 米国に行はるるデパートメント、ストアの一部を実現致すべく候」とし、1905年（明治38年）元旦には全国主要新聞に全面広告を掲載した。のちに「デパートメントストア宣言」と呼ばれ、日本における百貨店の始まりとするのが一般的である。
しかし、実際の動きはもう少し早く始まっており、百貨店の特質のひとつである「陳列式」で見ると1895年（明治28年）11月に三井呉服店の土蔵造り2階の大広間を打ち抜き「陳列場」として「座売り」を廃止したのを皮切りに、翌年の1896年（明治29年）には髙島屋の京都南店で「陳列式」のひとつでもあるショーウィンドウを設置している。さらに1900年（明治33年）10月に三井呉服店が「座売り」を全廃し全館を「陳列場」へ切り替え開場している。1903年（明治36年）には白木屋も和洋折衷の3階建ての洋館を建設し「座売り」の廃止と「陳列式」への全面的な切り替えを行うと同時にショーウィンドウや食堂を設置している。
三越呉服店による「デパートメントストア宣言」の後には、松坂屋の前身の「いとう呉服店」も1905年（明治38年）に名古屋店で「座売り」の廃止と「陳列式」への切り替え、1907年（明治40年）4月1日には東京の上野店でも「座売り」の廃止と「陳列式」への全面的な切り替えを行うと同時にショーウィンドウの導入、そして雑貨、家庭用品などへの品揃えの拡充など百貨店化を進めたほか、同年には高島屋も本店の大阪店を洋風2階建に改装して「陳列式」を一部導入するなど、百貨店化への動きは各地で行われている。
呉服店の改装に留まらない近代的な洋館を建設して本格的な百貨店を開設する動きとしては、1903年（明治36年）の白木屋が和洋折衷でショーウィンドウや食堂のある店舗を造ったのをはじめ、1907年（明治40年）に松屋が神田今川橋に洋風3階建ての店舗を建設。1908年（明治41年）4月には三越が6年後に完成予定の本格的な近代百貨店へと建て替えるため、日本橋の本店横に38メートルにも及ぶショーウィンドウなど豪華な装飾を施した木造3階建ての仮店舗をオープンさせる。松坂屋は1910年（明治43年）3月、鈴木禎次設計で名古屋に屋上にドームを持つ3階建てルネサンス風の洋館にホール・食堂などの最新設備を備えた百貨店を開業。1912年（明治45年）に大丸京都店が鉄筋木造3階建の建物で百貨店化し開業。
1914年（大正3年）になると三越呉服店でルネサンス様式の新館が落成。鉄筋地上5階・地下1階建てで「スエズ運河以東最大の建築」と称され、建築史上に残る傑作といわれた。日本初のエスカレーターとエレベーター、スプリンクラー、全館暖房などの最新設備が備えられた。屋上庭園、茶室、音楽堂などもあり、正面玄関にはロンドンのトラファルガー広場にあるホレーショ・ネルソン提督像を囲むライオン像がモデルの「ライオン像」を設置。三越がハロッズから学んで豪華な建築にしたのは、ハロッズの責任者が「わびしい店に客が来ると思いますか。店内を豪華にし、客を豊かな気分にさせることに使う資金こそ、生きた資本です」と日比翁助に述べたからとされる。そして1916年（大正5年）の札幌の今井百貨店（現・丸井今井）や鹿児島の山形屋の百貨店開店など明治末から大正にかけて、日本全国各地で呉服店などを前身に持つ百貨店の開店がみられた。
その後、各百貨店が競って豪華で近代的な建物を使用して人目を引いて集客を図り、江戸時代からの呉服に加えて海外から美術工芸品や輸入した舶来品なども扱ったため高級感を持たれ、よそゆきの着物を着てお洒落をしてショッピングを楽しむ「格式の高い場所」となっていく。
なお、外見こそ西洋式の建築様式を取り入れていたが、多くの店舗には入口には下足預かりがあり上履きへの履き替えを要するなど土足禁止であった。土足入場制が始められたのは、1923年（大正12年）5月15日、白木屋神戸出張所からで、大型の店舗は1924年（大正13年）12月1日に開業した銀座の松坂屋であった。土足入場はすぐさま三井呉服店などが追随した。
しかし京都帝大法学部（現・京都大学法学部）教授の戸田海市や、東京帝大法学部（現・東京大学法学部）教授の河津、桑谷克堂らが述べているように、百貨店は「よそよりも一銭でも高いものがあればお知らせ下さい。粗品を差し上げます。」という新聞広告を打った大丸が掲げた「どこよりも良い品をどこよりも安く」に代表されるように、比較的安く売ることにより大量販売するもので、大規模な店舗で幅広い商品を扱い、いわゆるワンストップショッピングを可能としていたこともあり、比較的低価格な美術工芸品の販売が行われたことや購入品を無料で配送したこと、定価（正札）で現金販売であることなどと合わせ、中流階級以下の庶民に広く受け入れられ、急速に売上を伸ばすことに成功した。
1930年（昭和5年）から1931年（昭和6年）にかけての1年間の東京市内における売上で見ると、6万の小売業者のうち18しかない百貨店が織物被服類の売上総額の69 %、小間物用品類では59 %を百貨店が占めるほど急速に売上が伸びたため、大正時代後期になると中小小売業から営業規制を求める声が上がり、1938年（昭和13年）12月に最初の百貨店法が制定されることとなったが、太平洋戦争開戦により百貨店が立ち行かなくなり有名無実化し、GHQの意向もあって1947年（昭和22年）に廃止された。

### ターミナルデパートの誕生

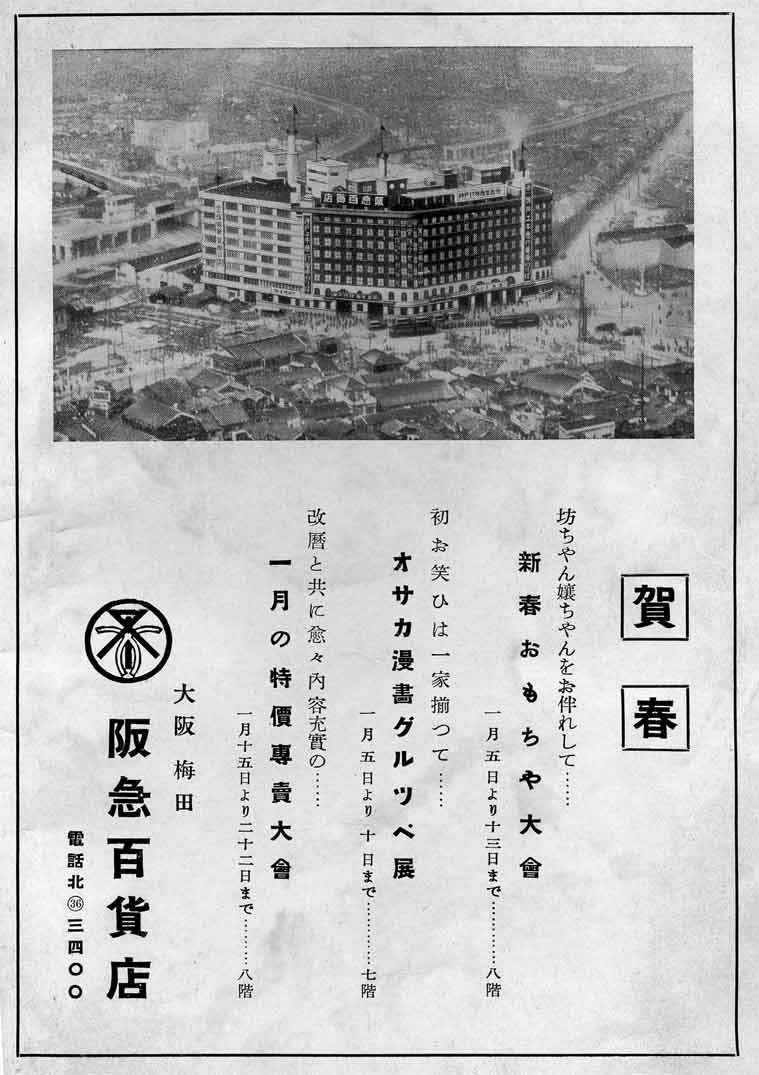
1936年の阪急百貨店の雑誌広告

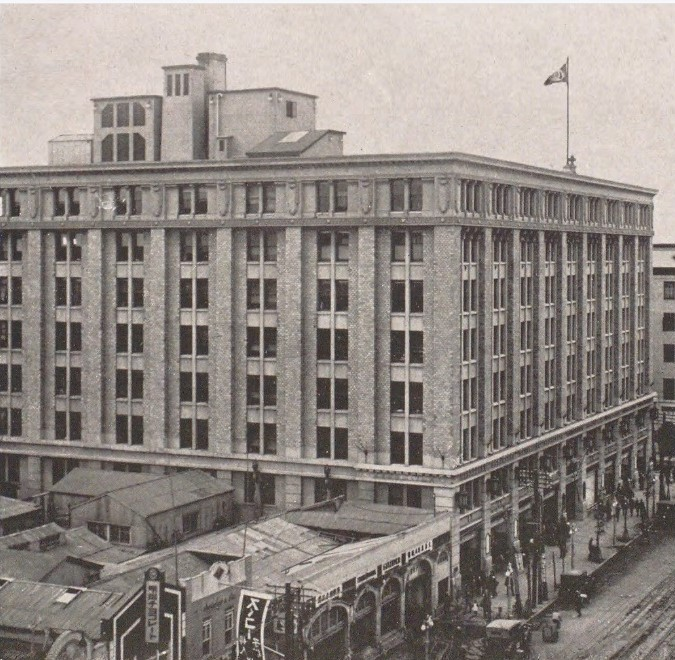
昭和初期の銀座松屋

1920年11月1日に白木屋が阪神急行電鉄（現・阪急電鉄）梅田駅構内の旧阪急ビルディング（5階建て）の1階に出張売店として出店し、世界初のターミナルデパートとなった。1926年9月16日に大阪電気軌道（大軌、のちの近畿日本鉄道〈近鉄〉）上本町駅構内の大軌ビルディングの地下1階から地上3階に「三笠屋百貨店」の開設で本格的な売場面積を持つターミナルデパートが誕生した。梅田駅の白木屋は1階のみの小規模な店舗だったため、売り場も広く品揃えも幅広かった三笠屋百貨店を最初のターミナルデパートとする見方もある。
その後、1925年に白木屋との賃貸契約満了に伴う閉鎖後に開店した阪急電鉄直営の阪急マーケットが、1929年4月に阪急百貨店となった。これは阪急電鉄の創業者の小林一三による考えで、鉄道会社自らが都心への移動需要を創出することで、鉄道事業との相乗効果を狙った。これにより呉服店系と並び日本の百貨店の2大潮流のひとつとなる電鉄系百貨店が誕生した。1935年に大阪電気軌道（近鉄）が三笠屋百貨店との契約を解除して大軌百貨店（現・近鉄百貨店上本町店）を開業して直営化し、これに続いた。
こうしたターミナルデパートの成功を受けて、鉄道事業者（特に大都市圏の大手私鉄）が起点となる都市部のターミナル駅に系列百貨店を設立し、あるいは既存百貨店と提携して、店舗を併設する動きが急速に進んだ。前者は1934年11月1日に渋谷駅東口に出店した東横百貨店（のちの東急百貨店東横店、2020年3月末で閉店）や1937年11月に阿倍野橋駅（現・大阪阿部野橋駅、あべのハルカス）に出店した大鉄百貨店（現・近鉄百貨店あべのハルカス近鉄本店）などであり、後者は東京初のターミナルデパートである京王新宿ビルディング（旧・新宿追分駅ビル）、1932年7月15日の南海・髙島屋（難波駅ビル、南海ビルディング）、1931年11月1日の東武・松屋（東武浅草駅ビル、現:浅草エキミセ）などが代表的なものである。
阪急百貨店は最上階に豪華な食堂を置き、ライスカレーやランチが名物になるなど、のちに各地の百貨店に広まった「デパート大食堂」のはしりとなる。浅草駅の松屋屋上にオープンした屋上遊園地もその後各地に広がるなど、電鉄系デパートが生んだ新たなサービスは、呉服店系の百貨店にも取り入れられることになった。
新宿駅東口（新宿三丁目）に位置している京王新宿ビルディングには、1927年に2階から5階まで 「武蔵屋呉服店」が入居。1929年以降は「新宿松屋」（銀座松屋とは無関係）を経て「東横百貨店新宿店」などと変遷した。1945年の京王線の国鉄新宿駅西側への乗り入れにより、駅ビルとしての役目を終えて京王帝都電鉄（現・京王電鉄）本社となった。現在は建て替えにより京王新宿追分ビルとなり、「新宿マルイ アネックス」が入居する。なお、京王電鉄自体が京王百貨店として百貨店経営に乗り出すのは戦後の1964年になってからである。
大手私鉄による百貨店事業への進出は1960年代まで続けられ、大手私鉄のほとんどは系列に百貨店を持つようになった。一方、京阪百貨店は1983年、京急百貨店は1996年開業と他社に比べて遅れることとなり、これら2社は自社の沿線郊外に店舗展開を行い、都心の大型店を持たない。この当時大手私鉄とされていた14社のうち、南海電気鉄道（南海電鉄）と西日本鉄道（西鉄）以外のすべてが私鉄名を冠する系列百貨店を有していた。南海電鉄は髙島屋との提携関係である。西鉄は西鉄ストアでスーパーマーケット事業を行っているが、西鉄百貨店は存在せず、西鉄福岡（天神）駅の駅ビル（現・ソラリアターミナルビル）にはテナントとして岩田屋三越の福岡三越が入居している（かつては岩田屋がターミナルデパートとして駅と直結していた）。ただし北九州市で百貨店を経営する井筒屋はかつては西鉄グループであり、現在でも9.2 %の株式を保有する筆頭株主である。
現在はこれらに加え、西武鉄道（1971年に西武鉄道グループと西武流通グループ〈のちのセゾングループ〉が分裂、その後セゾングループは解体）、相模鉄道（1990年に大手私鉄へ昇格）、東京メトロ（2004年に帝都高速度交通営団が民営化）も傘下に百貨店を有していない。相鉄ホールディングスは高島屋の株式を1.37 %保有しており、横浜駅ビル「相鉄ジョイナス」の核店舗として横浜高島屋が出店するなど関係が深い（相鉄が展開するスーパーマーケットの「そうてつローゼン」のローゼンとは髙島屋のシンボルであるバラのドイツ語読みに由来している）。
1987年に日本国有鉄道（国鉄）から分割民営化したJR各社も自社で独自に百貨店の経営には乗り出すまでは至らないものの、大手私鉄と同様に大手百貨店との提携や自社のターミナル駅の再開発に伴い、核テナントとして誘致している（JR博多シティの博多阪急やJRタワーの大丸札幌店など）。JR西日本は伊勢丹と提携してジェイアール西日本伊勢丹を、JR東日本は阪急百貨店と提携してグランデュオ（現在のグランデュオ立川）を、JR東海は髙島屋と提携してジェイアール名古屋タカシマヤをそれぞれ設立している。特に、ジェイアール名古屋タカシマヤは名古屋駅直結（JRセントラルタワーズ）という好立地から地元の松坂屋を抜いて地域1番店となり、店舗別売上高においては国内4位となるまで成長した。

### チェーンストアの登場
アメリカなどで急速に発達したチェーンストアの概念が「連鎖店」として輸入され、高島屋が経営する1931年（昭和6年）に高島屋十銭ストアが登場し始めると、広い地域に出店して多数の店から商品を売りさばけるこれらの店との相違点が意識されるようになり、正札（価格表示）販売と現金主義はもはや百貨店を定義するものではなくなった。
アメリカではチェーンストアなどとの競合で、1937年（昭和12年）当時すでに百貨店が食品の取り扱いからほぼ撤退に追い込まれていたため「百貨店の強敵は連鎖店 米国における最近の傾向」との報道がなされるなど、大量販売による低価格も百貨店だけではなくなるどころか、品目を絞って多店舗で販売するチェーンストアに敵わず、チェーンストアが厳しい競争相手になるとの見方が急速に広まったが、戦時体制への突入でチェーンストアの多くが姿を消したため、この課題は戦後のスーパーマーケットの登場まで大きな問題とならなかった。

### 戦後の復活とスーパーの登場による変化

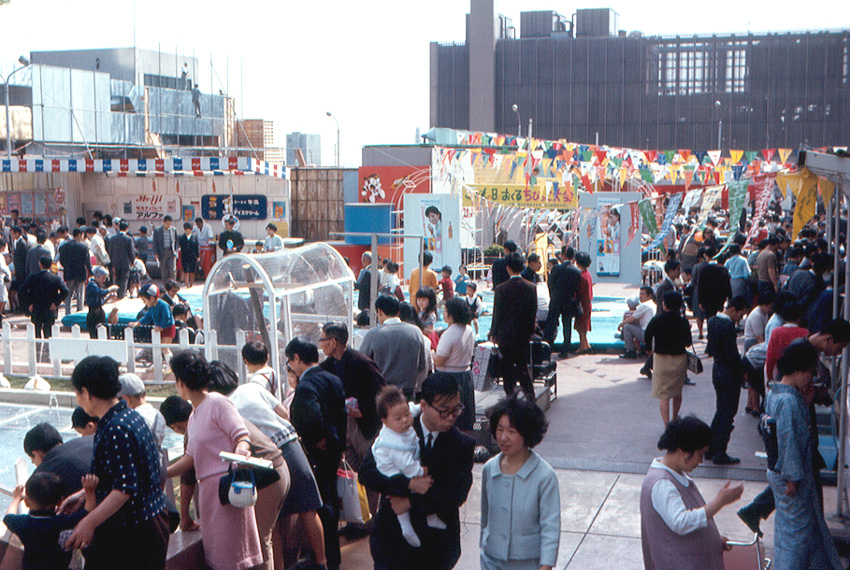
家族連れで賑わう松屋銀座本店の屋上（1967年）

戦時中の経営統合や空襲での焼失、戦後のGHQによるPXとしての接収などの結果、1938年（昭和13年）に全国で206店舗ほどあった百貨店は、1945年（昭和20年）- 1948年（昭和23年）には119店舗にまで減少していた。1947年（昭和22年）に百貨店法がGHQの意向もあって廃止されたあとは各地で出店が相次ぎ、1954年（昭和29年）には売場面積が1938年（昭和13年）の水準を超え、1955年（昭和30年）には158店舗に達した。
こうした急速な店舗拡張に伴い、中小小売業者から百貨店法の復活が要求された結果、1956年（昭和31年）に百貨店法（昭和31年法律第116号）が成立し、再び出店規制が行われるようになったが、1960年（昭和35年）には310店舗で約152万平方メートル、1966年（昭和41年）には364店舗で約225万平方メートル、1971年（昭和46年）には477店舗で385万平方メートルと、その後も急速に出店や店舗拡大が進んだ。
戦後は戦前からの旧富裕階級が没落したことや、店舗拡大が進んだこともあって一般大衆の顧客化も一段と進み、衣料品や雑貨など日用品を大幅に値引きした特売価格で販売する「特売場」を上層階に設けて一般大衆を引きつけた。こうして百貨店は高級品から一般大衆向けの商品まで幅広く扱う小売業の頂点として君臨し、大食堂や大型遊具まで備えた、家族連れで楽しめるレジャーランド的な場としても親しまれた。
しかし1955年（昭和30年）ごろのスーパーマーケットの登場は、百貨店を大きく変質させることになる。1953年（昭和28年）に東京の紀ノ国屋が初めて導入したセルフサービス式の売場を主体するスーパーマーケットは、1956年（昭和31年）に小倉の丸和フードセンター（現・丸和）が大規模店舗でのセルフサービス低価格販売を開始するなど急速に拡大し、1972年（昭和47年）にはダイエーが三越を上回って小売業第一位になるなど、百貨店を取り巻く環境は大きく変化した。
セルフサービス式の売場は、1962年（昭和37年）9月に西武百貨店（池袋店）、10月に近鉄百貨店と大丸（大阪心斎橋店）が導入したものの、SSDDS（セルフ・サービス・ディスカウント・デパートメント・ストア）は百貨店ではないとして、百貨店では主力の販売手法としては導入されなかった。スーパーマーケットの登場で、大規模店舗で大量販売による低価格という強みを失うことになった百貨店は、店員が対応する対面販売をスーパーにはまねのできない強みととらえるようになり、「値段で売る時代から品質の時代に移り変わりつつある」として品質強化をうたい文句に高価格商品へ主力を移す傾向が現れるなど、百貨店は変貌していくことになった。
こうした環境の変化を受け、地方百貨店の中には大手百貨店の傘下に入って資本力と信用を強化し、高価格化路線への対応する動きが表れる一方、従来からの価格競争路線を維持するため、自らスーパーマーケットに業態転換したり、大手スーパーの傘下に入ったりするものなどが表れ、独立系の地方百貨店は急速に減少していくことになった。

### バブル経済崩壊後
百貨店の高価格化路線はイメージ的にも定着し、「ハイエンド商品を扱う」「最高のサービスを提供する」存在と見られるようになったため、誰もがいわゆる高級ブランド品の買い物を楽しんだバブル時代には経済的に大いに潤い、1991年（平成3年）に総売上高はピークの9.7兆円に達した。そうした活況を受けて、催事場での美術展開催から館内に美術館を開設して展覧会を専門に行ったり、積極的に地方都市や海外に出店したりと多くの分野で活発な設備拡充が行われた。
しかし1990年代にバブル崩壊が起き平成不況となる。モータリゼーションの進展も追い打ちをかけ、新規開業店舗の60%強が郊外地域に立地するほど増加した郊外型ショッピングセンターや、ロードサイドショップの台頭とも時期が重なったこともあり、特にその傾向が強い地方都市では無理な増床や改装のツケが祟った丸正（和歌山市）や松菱（浜松市）、逆に十分な拡張や改装ができず施設の老朽化、商品拡充ができなかった上野百貨店（宇都宮市）や松木屋（青森市）など、名門地元百貨店が相次いで破産するなど店舗閉鎖が相次いだ。新興のショッピングモールに対して百貨店は店舗が狭苦しく、拡張しても動線が狂いやすかった。またかつて百貨店と対峙したダイエーも同時期に衰退していった。
大都市圏の店舗においても、施設の老朽化と商品拡充に問題のあった東急百貨店日本橋店（旧・白木屋）の閉店、無理な増床や出店を続けたそごうの経営破綻などが起きたほか、赤字の増加により百貨店美術館の閉館、店舗の統廃合や採算性の低い店舗の閉店が立て続けに起こり、最後の華と「さよならフェア」などと題した閉店特売を行ったニュースが相次いだ。
2000年代に入っても景気は回復せず、経営面では依然厳しい状況にあり、福田屋百貨店（FKD、宇都宮市）やトキハ（大分市）のように郊外のショッピングモールへの出店に活路を求めたり、一部大衆デパート（スーパーマーケット）化してしのいでいたりする百貨店も見られる。また1990年代後半より展開された、海外高級ブランド（ルイ・ヴィトン、ティファニー、カルティエなど）が銀座など都心部に開店した直営店や、地方都市に進出した外国資本の郊外型量販店・専門店（コストコ、トイザらスなど）に客を奪われる傾向も見られる。このため地方の百貨店でも、再建に向けてリストラや閉店による体制再構築が見られる。
さらに少子高齢化が見込まれる中、売り上げの鈍化に伴い、大手百貨店同士の経営統合や業務提携が進んだ。まず2003年、経営破綻から再生したそごうと、やはりバブル崩壊の影響による経営悪化からセゾングループが崩壊し経営再建を余儀なくされた西武百貨店が持株会社方式で経営統合し、ミレニアムリテイリンググループが発足した。さらに、ミレニアムリテイリングは2006年にコンビニエンスストア・総合スーパーを手がける流通大手セブン&アイ・ホールディングスの傘下となっている（2009年にはミレニアムリテイリング、そごう、西武百貨店と、もともとセブン&アイが手がけていたロビンソン百貨店が合併しそごう・西武となっている）。
当初、業務提携の中心は当初は2008年のエイチ・ツー・オー リテイリング（阪急阪神百貨店）と髙島屋のように電鉄系と非電鉄系の提携が有力であり、駅前の優良資産を生かしきれていない電鉄系と、駅前に注目する非電鉄系の思惑により進められてきた。しかし2007年には大丸と松坂屋（J.フロント リテイリング）、2008年には三越と伊勢丹（三越伊勢丹ホールディングス）など、非電鉄系で戦前からの「老舗」「名門」と呼ばれてきた百貨店同士の経営統合も行われるようになった。さらに地方都市を中心に店舗を閉店したり、中小規模の百貨店や郊外型百貨店を関連会社の専門店ビル化させる動きがあり、東京や大阪などの大都市中枢でも小規模な不採算店舗は閉店の動きが進んでいる。さらに百貨店の激戦区にユニクロやH&M、FOREVER21（2019年10月31日閉店）などの安価なファストファッション専門店、各種インターネットショッピングの普及により、わざわざ百貨店に行かなくても買えようになり、百貨店離れが加速した。その一方で集客力の高い主力店では増築を行いランドマークとして際立たせる「巨艦」化が行われており、構造の二極化が進んでいる。いわゆる「大阪2011年問題」はその顕著な例である。
2013年には百貨店での食品偽装問題が相次ぎ、日本百貨店協会に加盟する会社85社のうち、約6割の51社121店で食品の産地偽装などの虚偽表示が判明した。協会は再発防止のため、テナント業者に対して食品産地の証明書提出を求めることなどを加盟各社に要請した。しかし多くの百貨店が内部申告で問題を把握していながら当初発表を見送っていたことや、対応の遅れなども相まって、百貨店のブランドや信用を傷つけた。
2010年代後半、苦境が続く百貨店業界は大都市の基幹店舗を訪れる外国人観光客（インバウンド需要）を頼みの綱として依存するようになっていたが、地方百貨店はこの恩恵を受けにくく、さらに2020年代に入って新型コロナウイルスの世界的流行によって外国人観光客自体が一時消失した。
日本百貨店協会の2023年1月24日の発表によれば、加盟71社について2022年の売上高は、前年より13.1%増の4兆9812億円で、コロナ禍前の2019年の約9割まで回復したが、緊急事態宣言による休業要請などもあって各社の業績悪化・閉店の動きはますます加速した。
こうした経緯もあり、「百貨店の無い都道府県」の更なる急増に拍車が掛かる事となる。
- 山形県 - 2020年、大沼百貨店が経営破綻し閉店[57]
- 徳島県 - 2020年、そごう徳島店が閉店[57]
- 島根県 - 2024年、一畑百貨店松江店が閉店[57][58]
- 岐阜県 - 2024年、岐阜高島屋が閉店[57][59]

また東京都心部の本店格の店舗でも東急百貨店本店や小田急百貨店新宿店本館のように再開発による建替えを機に閉店し、建替え後に百貨店形態で再出店するかどうかは未定というケース、西武池袋本店のように百貨店区画を大幅に減らす可能性が指摘されるケースも出てきている。

## 経営
三越、伊勢丹、松坂屋、そごうなど古くからの呉服屋が百貨店になったものが多いが（呉服系）、鉄道会社がターミナル駅の駅ビル内に系列の百貨店を作る場合もある（電鉄系）。大手私鉄を中心とした鉄道会社がターミナルデパートを経営する業態は阪急電鉄の創業者小林一三が創始した、日本特有の経営モデルである。大手私鉄16社のうち西武・東京地下鉄（東京メトロ）・相鉄・南海・西鉄以外の各社はグループ会社に百貨店を有しており（前述の5社のうち相鉄・南海は自社のターミナル駅に髙島屋を、西鉄はターミナル駅に岩田屋三越（福岡三越）を入居させている。西武は1971年の堤兄弟によるグループ分割で百貨店業がグループ外となった）。山陽電鉄・伊予鉄道のような準大手・中小私鉄でも百貨店を傘下に持っている鉄道会社があるほか（伊予鉄道はそごう、後に高島屋と提携）、JRグループの九州・東海・西日本の3社もそれぞれ阪急百貨店・髙島屋・三越伊勢丹と提携して百貨店業へ参入している。また、信販会社・スーパーマーケット・家電量販店チェーンなどを持つ総合流通企業系列のものある。
バブル経済が崩壊した1990年代以降は流通業界全体で経営統合が繰り返されたため、歴史的な系列と資本的な系列が異なる場合がある（例：呉服系のそごうと電鉄系の西武百貨店（旧セゾングループ）が経営統合したそごう・西武）。業界再編が進んだ現在では、三越伊勢丹（三越伊勢丹HD）、大丸松坂屋（J.フロント リテイリング）、髙島屋、阪急阪神百貨店（H2Oリテイリング）、そごう・西武の5社が大手百貨店グループに数えられる（髙島屋のみ独立系）。
バブル崩壊以降の消費不況、イオンモールやららぽーとなどの郊外型の大型ショッピングセンターの増加とそれに伴う街の中心繁華街の地盤沈下などが響き、業界の売上高は1991年の9兆7000億円をピークに減少し、2010年代以降は約6兆円を推移している。そのため経営統合・共同配送・共同仕入れなどの効率化を行う企業が増加している。高級志向を強めたり、個性を出したり、集客力を持つテナントを誘致したり、開店時間を早めたり、閉店時間を遅らせたりといった工夫をしている店舗もある。また、百貨店内のテナント構成比率を上げて、小売業から安定的な収益が見込まれる不動産事業へシフトする傾向が業界全体として見られる。
大都市圏に立地する百貨店はインバウンド需要も取り込み高い競争力を維持しているが、地方都市や郊外に位置する百貨店は経営不振のために閉鎖される店舗も少なくない。都市の中心市街地に位置する基幹大型百貨店の閉鎖は周辺の商店街などにも大きなダメージを及ぼすとされている。これが原因でいわゆる「シャッター商店街」化するケースも少なくない。2024年現在、山形県、岐阜県、島根県、徳島県の各県は県内に百貨店が1店舗も存在しない百貨店空白県である。

## 出店規制
1956年（昭和31年）制定の第二次百貨店法では、新規出店・増床・経営統合などが中小商業者の保護のため規制されていた。そのため、スーパーマーケットチェーンが、売り場を各系列企業のテナントが運営する形で規制を逃れ大規模な店舗面積で出店するケースが増えた。こうした店舗は「擬似百貨店」と呼ばれて問題視され、1974年（昭和49年）3月1日に第二次百貨店法を廃止し、大規模小売店舗における小売業の事業活動の調整に関する法律（大規模小売店舗法）が施行してそれらの大型店舗も規制の対象とするようになった。
これもデパートと呼ばれる場合もあり（その場合、あまり百貨店とは呼ばれない）、デパートとスーパーという用語の境界が不明確とされることもあるが、「セルフサービスを主力として採用しているものをスーパーマーケット、対面販売を主力としているものを百貨店とする」考え方が統計など行政側で採用されているほか、当事者の百貨店業界もそうとらえるのが一般的である。
2000年（平成12年）、中小商業者の保護など経済的規制を目的とした大規模小売店舗法を廃止し、交通渋滞・騒音・廃棄物処理など周辺環境を悪化させないための社会的規制を目的とした大規模小売店舗立地法が施行された。

## 店舗形態

### 立地条件
百貨店は大きく分けて、政令指定都市・県庁所在地などの中心市街地への出店を中心とした「都市型」と、郊外への出店を中心とした「郊外型」に二分されるが、2025年現在の主流は前者の「都市型」である。
都市型百貨店は呉服店をルーツとする店が多く、古くは都市の中心部の繁華街、商店街の核として立地することが多かった。この立地形態の代表的な店舗としては日本橋、銀座（東京）、栄（名古屋）、心斎橋（大阪）の各百貨店などが挙げられる。
一方、阪急百貨店（1929年（昭和4年）4月開店、梅田駅、現・阪急うめだ本店）の成功を皮切りに拠点駅の建物に百貨店を併設する、あるいは駅の近隣に建設することで高い集客力を見込める、いわばターミナル立地型の百貨店が増加した。代表的なものとしては、阪急百貨店に習ったとされる東横百貨店（1934年（昭和9年）11月1日開店、渋谷駅、現・東急百貨店東横店）、武蔵野百貨店（現・西武池袋本店）および、東横百貨店池袋店（現・東武百貨店池袋店、池袋駅）、大鉄百貨店（1937年開店、大阪阿部野橋駅、現・あべのハルカス近鉄本店）など電鉄系に多く見られる。さらに、髙島屋の大阪店（難波駅(南海)）や横浜店（相鉄横浜駅）のように呉服屋系の大手百貨店が駅ビル内に入居したり、ジェイアール京都伊勢丹（京都駅）、ジェイアール名古屋タカシマヤ（名古屋駅、JRセントラルタワーズ）などJRが呉服屋系の大手百貨店と共同出資するケースも増えた。また、百貨店は駅前や都市中心部の再活性化のための都市再開発事業に核店舗として参加を要請されることがあるが、出店取りやめによる再開発事業の中断のような事態が発生するリスクもあるため、再開発事業者側が撤退を容易に認められない傾向にある。

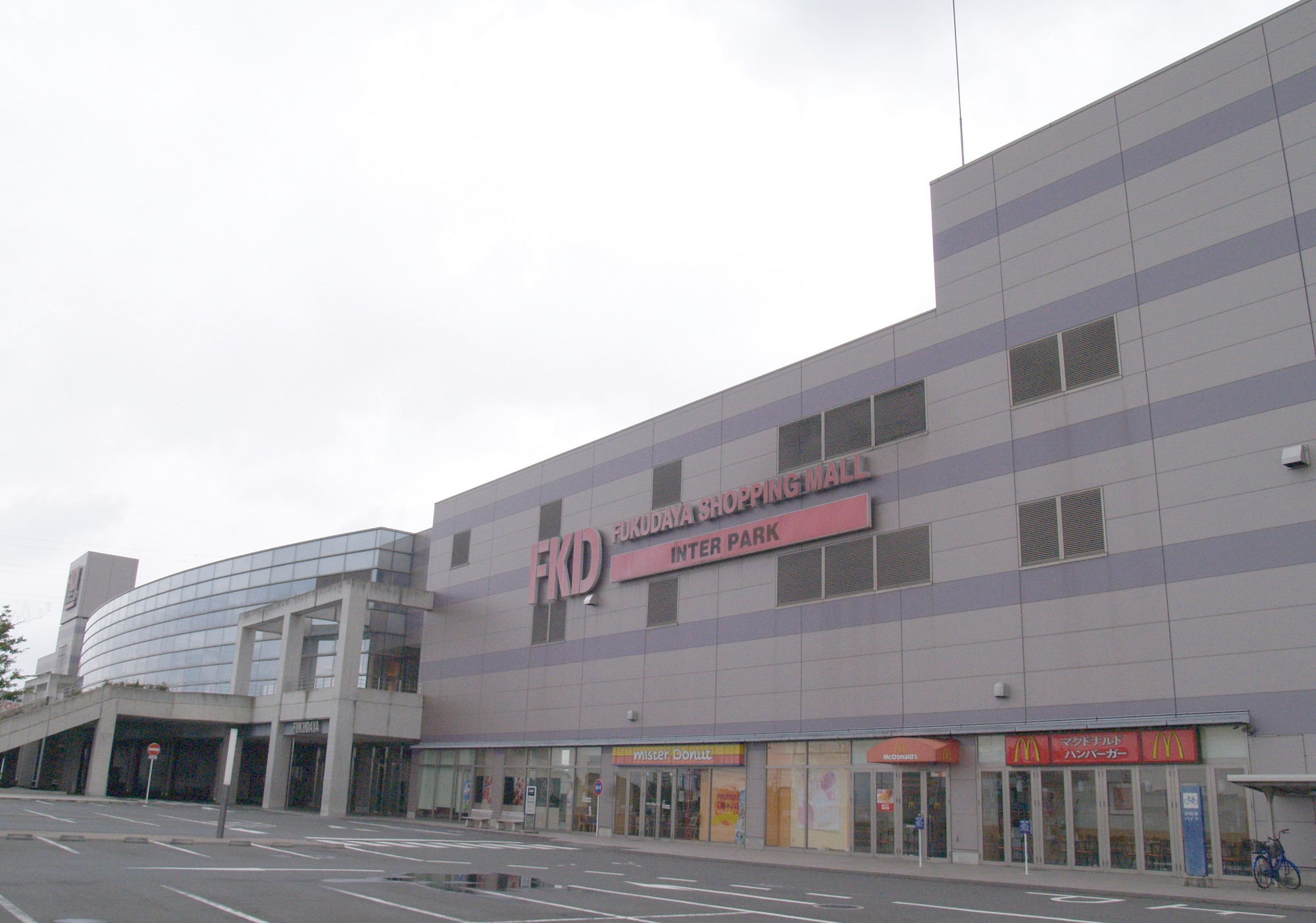
郊外型店の例（FKDショッピングモール宇都宮インターパーク店、栃木県宇都宮市）

郊外型では、高島屋玉川店や東急百貨店たまプラーザ店など所得層が比較的高い新興住宅地や、人口があまり多くない地方に在住する新規顧客を見込んで立地するほか、西武岡崎店（イオンモール岡崎内）など、大規模な駐車場を用意したショッピングセンターに出店することもケースもあるが、中三秋田店（イオン秋田ショッピングセンター）や武蔵村山三越（イオンモールむさし村山）、船橋そごう（ららぽーとTOKYO-BAY）、名取三越（イオンモール名取）、堺 北花田阪急（イオンモール堺北花田内）のように売り上げ不振で撤退することも少なくない。そこでは、他のテナントと共同の催事を行うこともある。しかし、昨今の消費低迷などから専門店ビルに鞍替えするケースも見られる。この「郊外型」については、2011年以降閉店が相次ぐ見込みで、生き残りが厳しくなっているという指摘がある。一方で、京王百貨店のららぽーと新三郷店やそごう・西武の西武ショップ武蔵小杉などのように、小型店をショッピングセンター内に出店する動きもみられる。
また、近年では地方でモータリゼーション（自家用車の普及）が進み、GMSによる郊外型ショッピングセンターとの競合に対抗するため、宇都宮の福田屋百貨店の福田屋ショッピングプラザ宇都宮店やFKDショッピングモール宇都宮インターパーク店、松本の井上百貨店のアイシティ21、大分のトキハのトキハわさだタウンのように、地方の百貨店が自ら郊外型ショッピングセンターを開設して進出する例も見られる。

### ターゲット
百貨店は各の社風や体制などによって外商などを主として法人、富裕層をメインに顧客を開拓していったり、また「庶民派」として中堅層を相手に店売りを主として行ったり、地域密着を強調したりするなど、個性の違いが反映される。代表的な例では、法人および一般向け外商が過半数を占めると言われ、長年の格式を重んじる日本橋三越本店と、もともと庶民派として親しまれていた伊勢丹新宿本店の対比がある。他に、京阪百貨店は創業当初「奥様百貨店」というコンセプトを打ち出していたことがあり、従来の百貨店につきまとっていた入りにくさを取り払うことで、まんべんなく顧客を開拓し、成功を収めている。地域密着の例では、たとえばかつて存在した東北地盤の百貨店「中合」は、同業他社と何度も統合したが、店舗ブランドは中合に統合せず統合前からある店舗ブランドを引き続き使用し長年親しんでいる地元に配慮することで、地元住民の歓心を買っていた。電鉄系百貨店の出資・経営統合を受けた白木屋デパートは東急百貨店、丸物（京都、岐阜）は近鉄百貨店、そごう神戸店は阪急百貨店にブランドを変えているが、いずれも地元の老舗としての歴史があるため、一定期間、旧来の屋号で営業し、旧来の顧客や従業員の離反を抑えている。
また、年齢層による客層の絞り込みも重要な点であり、どの世代を主体としていくかで大きく店舗の性格が変わっていく。そして、この判断を見誤った店舗が不採算に陥り閉店に追い込まれたりするほど経営戦略の中できわめて大きな要素となっている。その基準となるのは買い廻りが多い女性客であり、マチュア、マダム、ミセス層に重視すると一人あたりの購入金額は多くなり採算性は上昇する一方で、話題性、集客力は下がり、逆にティーン、ヤング、ミドル層といった若年層を重視すると話題性、集客力は上がるが購入金額が低くなり採算性は下がるため、そのバランスを取るのは難しい。なお、男性客は現在でもさほど重視されていない（伊勢丹メンズ館の成功などはあるが、依然として百貨店売上に対するウェートは断然低く、戦略を左右するほどの事象ではない）。一方で、百貨店に関心を持たないファミリー層の男性客を囲い込もうと、百貨店の近隣に大型家電量販店などが進出するケースがある。

## フロア構成
デパートのフロア構成・レイアウトは地域や店舗によって異なるが、昭和期のデパート文化普及の過程の中で、一定程度平均化されたレイアウト手法が確立した。下記に標準的な構成を挙げる。

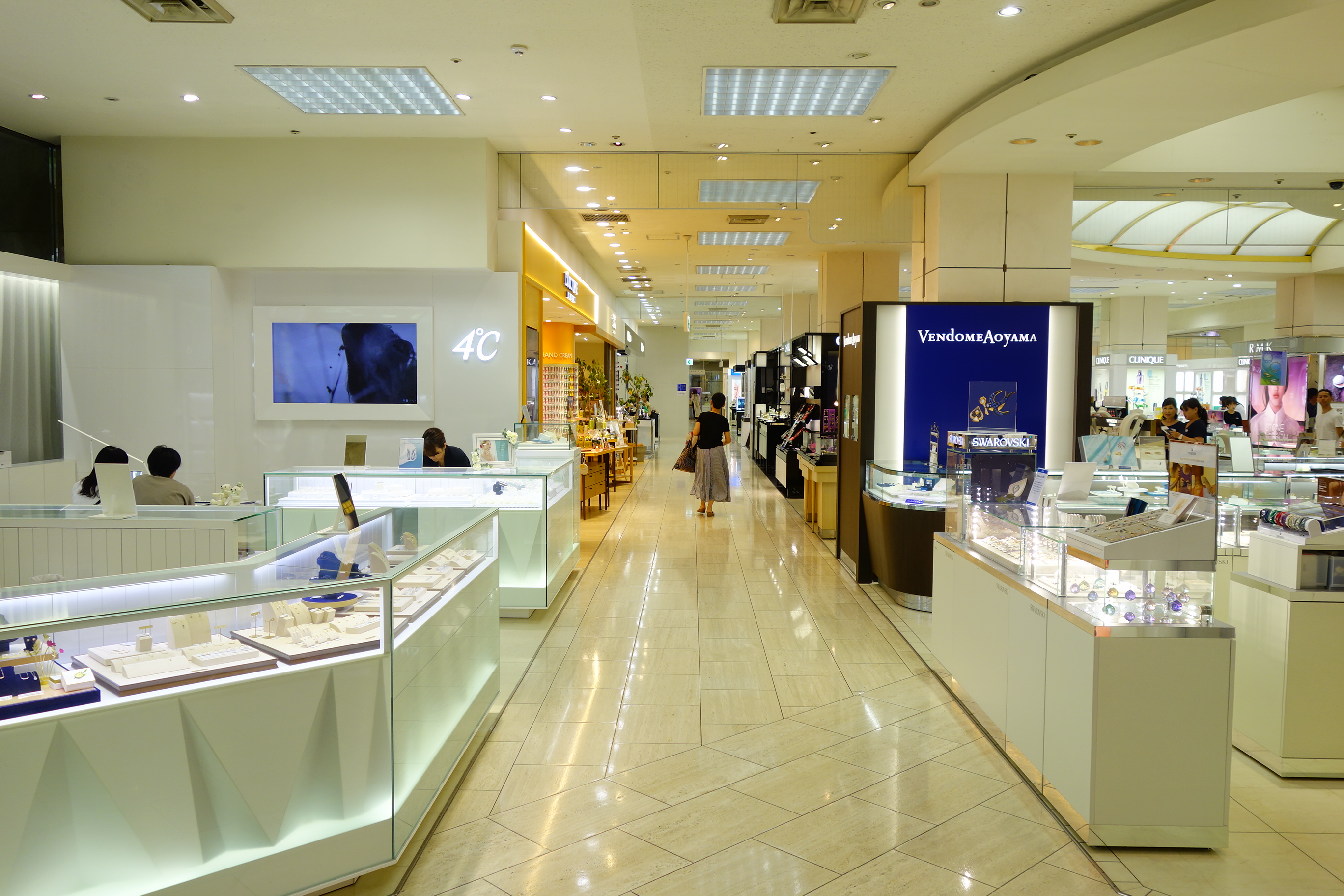
百貨店1階のブランドエリア

- 1階（2階であることもある）は店の顔に正面玄関部分であり、天然石張りを用いるなど他のフロアと異なる内装により豪華さをアピールしていることも多い。主に有名ブランドの靴、鞄、帽子、装身具などの婦人向け服飾品、化粧品、香水などの売り場がある。化粧品、香水を1階に配置するのは、強制換気設備の普及していなかった昭和期において、臭気がこもるのを防ぐため出入口近くに匂いのある商品を置いた事情もあるが、平成期の換気設備の整った建物では他階に配置することもあった。
- 服飾品売場の上層（2階〜4階あたり）には、婦人服の売場がある。複数階にまたがることが多く、階層によってヤング、アダルト、ミセス、マダムなど顧客の年齢層を区別していることもある。
- 婦人服売場の上層（4階〜5階あたり）には紳士服の売り場がある。背広などのビジネスマン用の服飾品が中心であるが、昭和期に紳士の高級スポーツとして大いに普及したゴルフのウェアを販売していることもある。婦人服売り場に比して売場面積は小さく1フロアが通例だが、大規模な百貨店では2フロア以上であったり、複数館のうち、1館すべて紳士服売場で構成されている場合もある。婦人服・紳士服に共通して、買い物の合間で休息や交流ができるよう階層の一角に喫茶室があるデパートも多い。
- 紳士服売場の上層（5階〜6階あたり）は、生活用品売場がある。呉服、和装小物、時計、子供服、スポーツ用品、おもちゃ、文房具、書籍、日用雑貨、家具、電化製品、レコード・CDなど百貨店により多様な商品が販売されている。宝飾品、書画印章の売場や美術画廊があることもある。下記の外商部門の窓口があることも多く、外商部員を従えて店内を買い物する客もいる。
- 最上層のかその下層（6階〜7階あたり）には催事場がある。ここでは、駅弁大会や全国各地の物産展、美術展などのスポット的な催し物が行われる。昭和期には、夏休み・冬休みの子供向けの展示イベントが行われることもあった。物産展の際には即席の飲食スペースが設けられることがあるほか、平成末期には「コラボカフェ」と称されるイベントの趣旨と合致した飲食物を提供する即席店舗が設けられることもあった。お中元やお歳暮のギフトシーズンには、注文窓口になるギフトセンターが開設されるのが通例であるが、贈答文化の衰退が顕在化した平成後期には、売れ残ったギフトセットを安売りする「ギフト解体セール」が人気を博したこともあった。
- 最上層（大規模な百貨店では複数階のことも）は、レストランがある。複数のレストランを集約させ「レストラン街」などと称することもある。また、飲酒を含む会食の利用も見込み、このフロアのみ閉店時間を他のフロアより遅らせることもある。上層からの眺望を楽しむことを主眼としていることから、他階に比べて窓が大きく作られていることも多い。昭和期には「大食堂」と呼ばれる大規模なレストランが設置されたことも多く、両親・子供という核家族が連れ立ってデパートを訪れ、買い物後に大食堂で洋食を食べるというライフスタイルが大いに普及した。顧客が最上階から降りる際、各階に立ち寄ることを「シャワー効果」という。

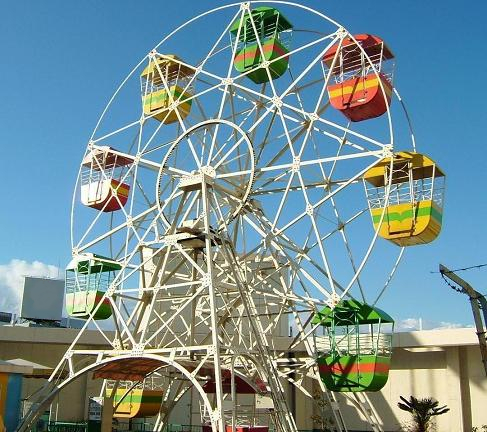
名古屋三越栄店 屋上観覧車

- 屋上は、上流階級のための社交場として庭園が設けられた（いわゆる「空中庭園」）。最初に始めたのは三越日本橋店（1907年（明治40年））[15]。1931年（昭和6年）には浅草松屋が屋上遊園地「スポーツランド」をオープン。この屋上遊園地は、戦後全国の百貨店に広まることとなる[15]。しかし、昭和40年代に百貨店火災が相次いだことにより消防法が改正され、屋上の半分を避難区域として確保することを義務づけられるようになったことに加え、さらには平成以降の少子化に伴って子供人口自体が減少したため、屋上遊園地は姿を消した[15]。その他にも屋上には仮設ステージが設けられ、水着ショー、各種ミスコン、新人歌手のキャンペーン、人気歌手のサイン会などが催されていたが、バブル崩壊後はそれらの催しの開催件数自体が激減したため、屋上ステージも姿を消した。その後はペットコーナーやゲーム機、ゴーカートなどがある小規模な遊戯施設や休憩所などが設置されており、現在は夏場のみビアガーデンとして利用される店舗もある。最近ではヒートアイランド現象対策として屋上庭園とするケースも見られる。
  - なお、最近は遊戯施設を子供服・おもちゃ売り場近くに設置するところもある。また地方中枢、中核都市以外の地方の場合、採算性の低さ・防犯上の問題から閉鎖されていることがほとんどである。

- 陳列商品や店内装飾が長期間、陽に照らされて色落ちしないよう、通常は食堂街階以外の階のすべての窓を内側から壁で完全に封鎖することが多かった。近年は化粧品フロアや大型書店のテナントなどで、回転率が高く売れ残りも出版元へ返本が利く雑誌（週刊・月刊）コーナーを色落ちを考慮する必要のない商品として、店舗に大きな窓を設け傍に配置するケースも増えている。店内照明の電気代経費を幾分か節約できるだけでなく、店内の雰囲気も柔らかく明るくなるためである。
- 外商顧客や購入金額が大きい上得意の顧客向けに専用のサロンやラウンジを設けている店舗も多い（例：三越伊勢丹[75]、そごう・西武[76]）。
- 玉川高島屋S.C.の「コミュニティクラブたまがわ」や西武池袋本店の「池袋コミュニティ・カレッジ」などのようにカルチャーセンターを併設している店舗もある。

### デパ地下

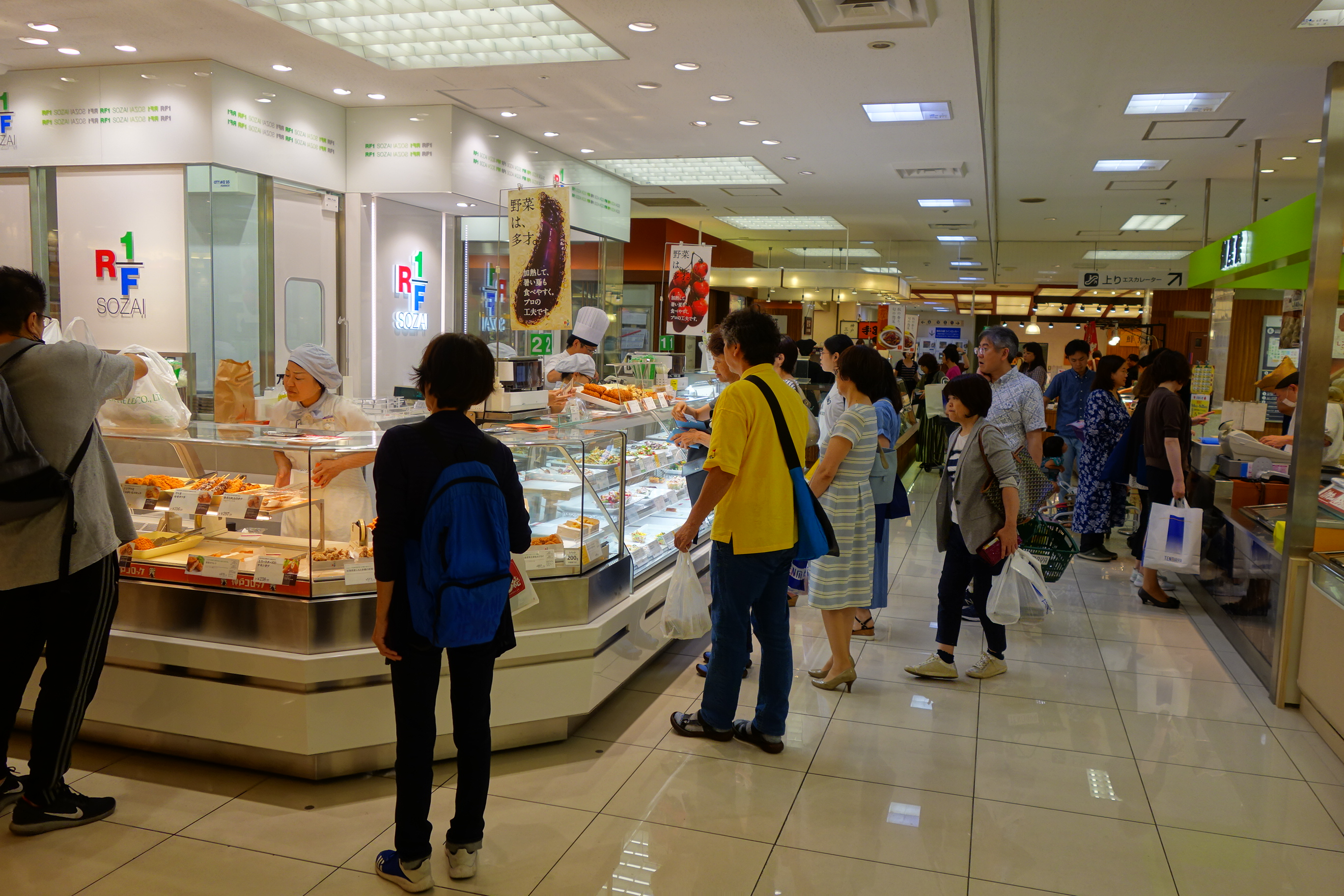
デパ地下（天満屋福山店、2019年）

日本では食料品関連の売場がデパートの地下に設けられることが多いことから、百貨店の食品売り場のことをデパートの地下を略してこう呼ばれるようになった。
野菜や肉・魚介類・加工食品など通常のスーパーなどでも扱われものもあるが、有名な料亭やレストランがその料理を惣菜や弁当などの形で販売したり、有名な菓子店のケーキや和菓子、地元の銘菓などが各々の店ごとに多数並ぶほか、輸入食品も扱うなど食品全般に渡って幅広い品揃えをしているのが特徴である。
また、地方の繁華街にある百貨店など、観光客が来店することの多い百貨店では、地元の食品などの銘菓や銘酒などを土産物コーナーとして名所にする例がある。地元の地産地消、地元名物をそろえることで拠点としての存在として重要である。
1936年（昭和11年）に松坂屋が名古屋店に名店街を作り、商品のみを卸売りしたがらない有名菓子店などを出店させることに成功したことで、こうした売場構成が可能になり、現在ではデパートの代表的な売場のひとつとなっている。

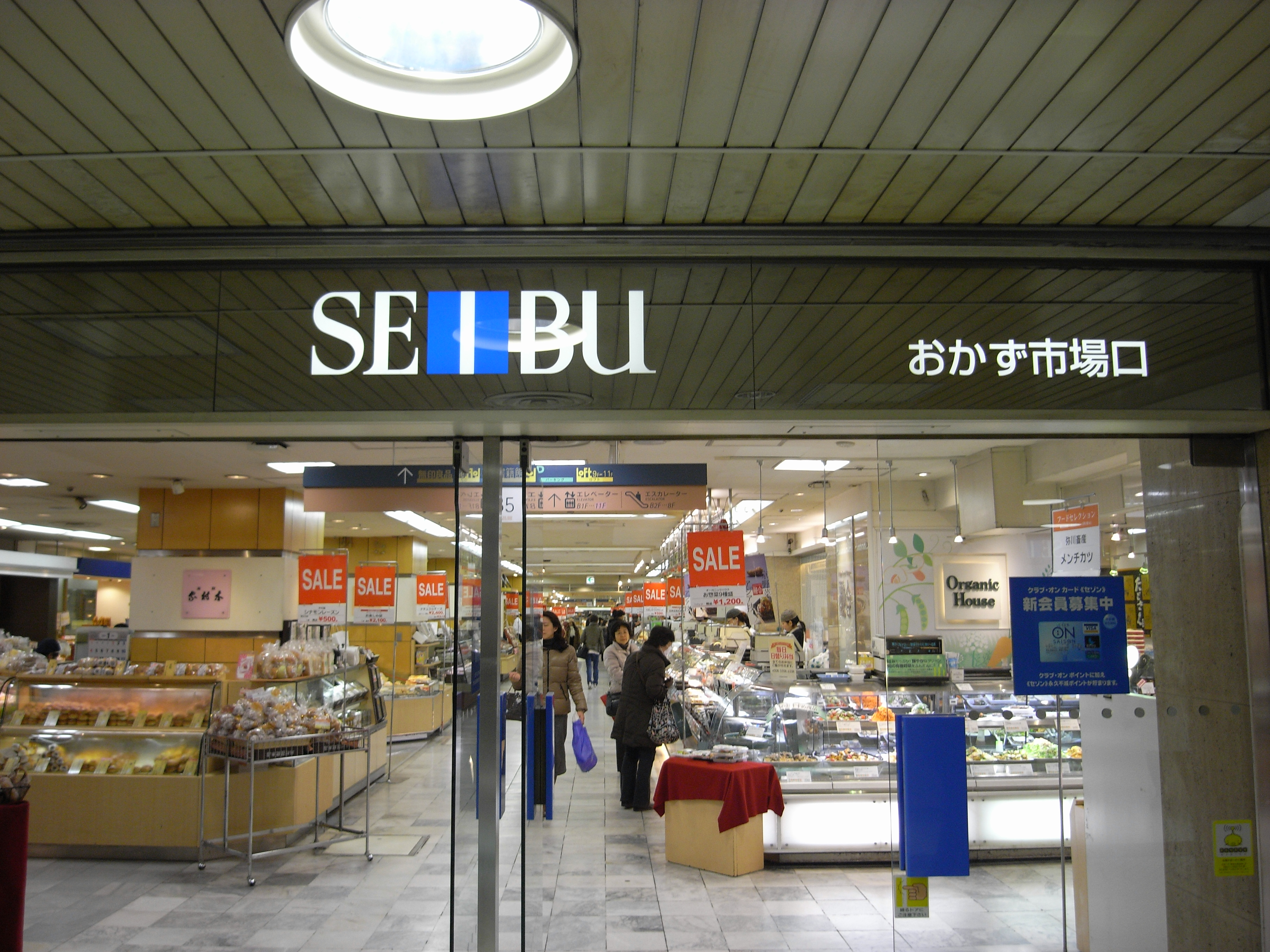
地下食料品売り場（西武池袋本店、2009年）

- 揚げ物や寿司などの惣菜を扱う店舗や、ケーキや地元の銘菓などを扱う店舗などが並ぶ。近年は、「デパ地下」と呼ばれるようになり、百貨店の中でもっとも買い物客が多く、活気があふれる。店内でパンを焼くベーカリーがあることがほとんどである。
  - 特に夕方や週末などは多くの買い物客が押し寄せる。
  - 2フロアある場合は、地下1階が菓子類、地下2階が惣菜・生鮮品などと分けていることがある。最近では輸入品や高級食材などを扱い、スーパーのような形式をとっている店舗もある。
  - また、軽食コーナーを設け、飲食できることもあるが、小規模なカウンターが多い。ショッピングセンターのようなフードコートの形式のものは少ないが、阪神百貨店のフードコート「スナックパーク」やそれを模倣した博多阪急の「阪急うまか食堂」のような例外もある。
- 地下鉄連絡口を設けている場合が多い。また郊外店においても着手しやすい食品売り場に注力し、顧客の店舗内での回遊を図る。これを「噴水効果」という。人気テナントや客が集まりやすいコーナー（書店やCDショップなど）を、意図的に入り口やエスカレーターより一番奥に配置するのも噴水効果の一つであり、家電量販店などでも積極的に用いられている手法である。ただし、該当するテナントにとっては、少しでも集客が見込める場所に店舗を構えたいという要望は強い。入居先の百貨店に対する発言力が強い人気テナントなどが希望配置箇所を強く要求し、それが百貨店全体の噴水効果に悪影響を及ぼすケースも存在する。このことは、売場にテナントを設けずすべて直営にこだわる百貨店が存在していた理由の一つともいわれる。
- 近鉄百貨店草津店や西宮阪急のように地下に売場がないため1階を食品売場にするケース、阪神梅田本店のように地下に加えて1階にも食品売場を設けて食品売場を強化するケースもある。また、小田急百貨店新宿店や松坂屋上野店では、スイーツと化粧品を同じフロアに設けている。
- 地下4階の銀座三越など、地下3階以下に駐車場を持っている百貨店もある。

### 百貨店のフロア構成の一例
| 屋上    | ビアガーデン                                 |
| 7階     | レストラン、催事場                           |
| 6階     | 子供服、玩具、スポーツ用品、文具             |
| 5階     | 家庭用品、日用雑貨、呉服、宝飾品、時計、寝具 |
| 4階     | 紳士服、喫茶室                               |
| 3階     | 婦人服                                       |
| 2階     | 婦人服、高級ブティック                       |
| 1階     | 化粧品、バッグ、婦人靴                       |
| 地下1階 | 食料品                                       |
| 地下2階 | 美術画廊                                     |

## 外商
百貨店の外商（がいしょう）とは、法人や多額の購買が見込める有力な個人客を対象に店舗外で直接顧客宅を訪問して商品を販売する事業部門で、当然「陳列式」ではなく、「正札」価格より値引きを行い、現金ではなくツケ払いであるなど百貨店の定義と矛盾する点が多くあるが、「現金掛値なしの呉服店」のほとんどが「固定客に対しての掛売り」を当然のように行っていた伝統があり、それが番頭制度（またはお帳場制度）とともに引き継がれたもので、呉服店系の百貨店では初期から当然のように存在していたサービスであり、部門である。
売上拡大に直接役立つだけでなく、大切な固定客を大事にするサービスとしての意義が大きいとされるほか、百貨店法の成立以降、店舗の出店や拡張に制約が生じた百貨店にとって店外で売上高を伸ばせることはむしろ大きなメリットであり、スーパーマーケットとの棲み分けから進められた高級化路線のターゲットとしてぴったりな高額の購入が期待出来る外商顧客の性格も相まって、外商部門は強化されるようになったケースが多い。
クレジットカードが普及したため、近年は外商の顧客には、その百貨店でだけ優待価格で決済できる、外商カードと呼ばれるクレジットカードが付与されることが多い。
百貨店外商の顧客であることを「外商である」（例：うちは○○百貨店の外商でして）と表現することがある。
多くの百貨店で行われており、店舗販売とともに重要なもので、遠方の顧客のために店舗とは別の場所に（住宅地など郊外に所在することもある）「ギフトショップ」のような名称で外商の拠点（ほとんどは小型の事務所のような感じ）を持っていることも多い。三越伊勢丹の「丹青会」やそごう・西武の「高輪会」のように外商顧客向けの特別な催事を開催する百貨店もある。
外商部門の販売品目としては、一般法人に対してはギフト品、販売促進用の物品（ノベルティ）、制服・制帽、店舗やホテルの食器などの備品や客室などの内装デザインが多く、個人に対してはギフト品・高級ブランド品・高級食材などである。
また、一般顧客向けに百貨店のブランドイメージを生かした通信販売を行っていることも多い。特にギフトシーズンになると、コンビニエンスストアにギフトカタログが置かれ、商品の注文を受ける場合もある（ファミリーマートでの三越ギフト、デイリーヤマザキでの松坂屋のギフトの取り扱いなど）。

## 友の会
外商と同じく顧客を優遇し、固定客としていくものとして導入されている制度で、一般的に毎月一定額を1年間積立、満期になるとそれを商品券などとして顧客に戻し、自店で購入してもらう仕組みである。
1925年（大正14年）に鹿児島市の山形屋がお得意様の要望ではじめた「山形屋七草会」がその最初のもので、1951年（昭和26年）に佐世保玉屋、鹿児島丸屋、1953年（昭和28年）に岩田屋や井筒屋でも導入されるなど九州地方で早くから普及が進み、1953年（昭和28年）の阪急百貨店、1964年（昭和39年）の京王百貨店などと全国的に広まることになった。
1972年（昭和47年）に割賦販売法が改正され、友の会の運営は、前払式特定取引業として規制対象となり、資金の別管理が要求されたため、友の会を別会社として設立して営業を継承し、現在に至っている。
そごう・西武のように、友の会を廃止している百貨店もある。

## 仕入
百貨店が誕生した当時は欧米などと同じく、現金販売による資金回収の速さと大量販売・大量仕入による低価格戦略を採っていたため、「買い取り仕入れ」と呼ばれる完全に買い取り、売れ残っても返品しない仕入形態を採るのが普通であった。
下表のとおり1958年（昭和33年）にはまだ70 %近くを買い取り仕入れで行っており、在庫リスクを自社で背負いながらも高い粗利益率を確保する欧米と同様の営業形態が残っていたが、1987年（昭和62年）には逆に一時的に買い取りはするが、商品が売れ残ると返品できる「委託仕入れ」が約3分の2を占め比率が完全に逆転し、「買い取り仕入れ」は約20 %にまで減少している。そして現在では推計が正しければ売れた時点で仕入れとみなす売り上げ仕入れ（消化仕入）と、一段と百貨店側のリスクも関与も少ない仕入形態の比率を高めており、幅広くきめ細かな品揃えを可能にしてきたが、アメリカの百貨店の最終粗利益率は40 %に対して、日本の百貨店は26 %程度ときわめて低収益で、売り方や価格設定などの自主性もほとんどなくしてしまったとの厳しい評価がされることも多い。
しかし、こうした批判に対して大丸や松坂屋を傘下に持つJ.フロント リテイリングのCEO奥田務はむしろ日本特有のユニークな制度として強みとしてとらえ、「買い取り仕入れ」による「自主運営売場」と「売り上げ仕入れ」による「ショップ運営売場」を混同して各々に合わせた管理・運営を行ってこなかったために高コストになり、その結果として「粗利益率は低いが顧客が求める新鮮な商品やショップを導入できなかった」ことにより「顧客の求める商品やブランドが百貨店に少なくなり、お客様が離れる」という悪循環に陥ったことこそが問題だとしている。
全売上の80 %を占める売り上げ仕入れ中心の「ショップ運営売場」を最終粗利益率は低いものの、低経費で高収益な売場であるとして、運営方法の見直しによる低コスト化を推進することで「粗利益率や既存の取引先にこだわりすぎずに新たなショップやブランド導入」を進めて魅力的な売り場作りを行うことが重要だと反論しており、専門家と実際の経営を行う経営者との間で見解の相異があることが浮き彫りになっている。
なお、2021年4月1日以降に開始する事業年度から強制適用される企業会計基準第29号「収益認識に関する会計基準」では、消化仕入は「本人取引」ではなく「代理人取引」とみなされるため、売上から仕入を差し引いた純額のみを売上高とする必要があり、利益は変わらないものの売上高は大きく下がる可能性がある。
| 仕入形態                 | 1958年 | 1987年 | 現在（推定） |
| ------------------------ | ------ | ------ | ------------ |
| 買い取り仕入れ           | 69.1 % | 21.0 % | 10.0 %       |
| 委託仕入れ               | 23.6 % | 66.4 % | 40.0 %       |
| 売上げ仕入れ（消化仕入） | 7.3 %  | 12.6 % | 50.0 %       |

- 「百貨店返品制度の研究」江尻弘著 中央経済社 2003年より[98]

## その他の事業
- 多くの店舗を持つ百貨店は、改装工事も多いのでデザイン事務所や工事業者を系列に持つこともある。
- 系列ゴルフ場を持っていたがその経営不振のため多額の損失を出したといわれる企業もある[99]。
- モータリゼーションとともに1960年代 - 1980年代にかけて、自動車ディーラー（特に輸入車）を子会社に持っていた百貨店も存在する。代表的な例として三越（三越ワールドモーターズ、ユーノス系列）や西武百貨店（西武自動車販売）、髙島屋（トヨタカローラ髙島屋）など。

## 日本百貨店協会加盟店
以下 現在。(SC)印=ショッピングセンター協会にも加盟。

### 大手百貨店グループ
- 株式会社三越伊勢丹ホールディングス - 2008年4月1日発足。
  - 株式会社三越伊勢丹 - 2011年4月1日、旧株式会社三越が旧株式会社伊勢丹を合併して、関東地区の店舗を運営する会社として発足。関東地区以外の各店は、地域ごとに持株会社傘下の各社の運営となっている。
    - 三越 日本橋本店 ・銀座店
    - 伊勢丹 新宿店・立川店・浦和店

  - 札幌丸井三越 - 丸井今井 札幌本店 ・札幌三越
  - 函館丸井今井
  - 仙台三越
  - 新潟三越伊勢丹 - 新潟伊勢丹
  - 静岡伊勢丹
  - 名古屋三越 - 栄店・星ケ丘店
  - 広島三越
  - 高松三越
  - 松山三越
  - 岩田屋三越 -  福岡三越・岩田屋 本店（福岡）・久留米
  - 持分法適用会社 ジェイアール西日本伊勢丹 - ジェイアール京都伊勢丹
  - 持分法適用会社 浜屋百貨店（長崎）
- J.フロント リテイリング株式会社 - 2007年9月1日発足。
  - 株式会社大丸松坂屋百貨店 - 2010年3月1日、旧株式会社松坂屋が旧株式会社大丸を合併し発足。
    - 大丸 心斎橋店・梅田店・京都店・神戸店・須磨店・芦屋店・東京店（八重洲）・札幌店・下関店
    - 松坂屋 名古屋店・上野店・静岡店・高槻店

  - 博多大丸福岡天神店
  - 高知大丸
- 株式会社そごう・西武 - 2006年2月1日にセブン&アイ・ホールディングスがミレニアムリテイリングを傘下に収めた。2009年8月1日にそごう、西武百貨店、ミレニアムリテイリングが合併して発足。同年9月にもともとセブン&アイが運営していたロビンソン百貨店を吸収している。2023年9月1日、フォートレス・インベストメント・グループに売却[63]。
  - そごう 横浜店 ・千葉店 ・大宮店 ・広島店
  - 西武 池袋本店 ・渋谷店 ・所沢ショッピングセンター(SC) ・東戸塚ショッピングセンター(SC) ・秋田店 ・福井店
- 株式会社髙島屋
  - 大阪店・堺店（2026年1月閉店予定）・泉北店・京都店・洛西店・日本橋店・新宿店・玉川店・横浜店・大宮店・柏店
  - 高崎高島屋
  - 岡山高島屋
  - JU米子高島屋（商標貸与）
  - ジェイアール東海高島屋
  - 伊予鉄髙島屋
- エイチ・ツー・オー リテイリング株式会社 - 2007年10月1日発足。
  - 株式会社阪急阪神百貨店 - 2008年10月1日、旧阪急百貨店が旧阪神百貨店を合併し発足。
    - 阪急百貨店 うめだ本店・千里阪急（豊中）・高槻阪急・神戸阪急・川西阪急・宝塚阪急・西宮阪急・博多阪急・阪急メンズ東京（有楽町）・都築阪急
    - 阪神百貨店 梅田本店・阪神御影・あまがさき阪神・阪神にしのみや
- 株式会社東急百貨店
  - 渋谷ヒカリエShinQs(SC)・吉祥寺店・たまプラーザ店・さっぽろ店
  - 食品専門 二子玉川東急フードショー
  - 専門店ビル 日吉東急アベニュー(SC)
  - 関連会社 ながの東急百貨店（長野）
- 株式会社近鉄百貨店
  - あべのハルカス近鉄本店・上本町店・東大阪店・奈良店・橿原店 ・生駒店 ・和歌山店 ・草津店 ・四日市店・名古屋店（近鉄パッセ）（2026年春閉店予定）

### 地方百貨店
地区区分は日本百貨店協会公式サイト「地区区分」に準じる。

#### 北海道地区
- 丸ヨ池内（札幌）（ファッションビル業態）※(SC)重複加盟
- 藤丸（帯広）（2023年1月閉店、2030年頃営業再開予定）

#### 東北地区
- さくら野百貨店 青森本店・弘前店・八戸店
- 川徳 （盛岡） パルクアベニュー
- 藤崎 （仙台）
- タカヤナギイーストモール（大仙）（スーパー業態）
- うすい百貨店（郡山）

#### 関東甲信越地区
- 京成百貨店（水戸）
- スズラン 前橋店 ・高崎店
- 八木橋（熊谷）
- 丸広百貨店 川越店 ・飯能店 ・入間店
- 松屋 ・松屋銀座 ・松屋浅草
- マロニエゲート（銀座）
- 東武グループ
  - 東武百貨店 池袋店（本店） ・船橋店
  - 東武宇都宮百貨店 本店（宇都宮） ・大田原店（東武百貨店の兄弟会社）
    - 食品専門・栃木市役所店
- 小田急百貨店 新宿店・町田店・藤沢店（ODAKYU 湘南 GATE）
- 京王百貨店 新宿店 ・聖蹟桜ヶ丘店
- ジェイアール東日本商業開発 グランデュオ立川 ・グランデュオ蒲田※(SC)重複加盟
- さいか屋 ・横須賀店（さいか屋横須賀ショッピングプラザ） ・藤沢店
- 京急百貨店（横浜上大岡）
- 岡島（甲府）
- 井上 ・アイシティ21店（山形村）(SC)

#### 中部地区
- 遠鉄百貨店（浜松）
- 名鉄百貨店 本店（名古屋）（2026年2月閉店予定）
- 津松菱 （津）
- 大和 香林坊店（金沢）・富山店
- 金沢丸越百貨店

#### 近畿地区
- 藤井大丸（京都）（ファッションビル業態）
- 京阪百貨店 守口店・くずはモール店・ひらかた店・モール京橋店・すみのどう店
- 山陽百貨店（姫路）
- 加古川ヤマトヤシキ

#### 中国・四国地区
- 丸由百貨店（鳥取）
- 天満屋 岡山本店・倉敷店・津山店・福山店・福山ポートプラザ店
  - 米子しんまち天満屋
- 福屋 八丁堀本店・広島駅前店・五日市福屋
- 山口井筒屋

#### 九州・沖縄地区
- 井筒屋 本店（小倉）
- 佐賀玉屋
- 佐世保玉屋
  - 長崎玉屋
- 浜屋百貨店（長崎）
- 鶴屋百貨店 （熊本）※(SC)重複加盟
- トキハ  本店（大分）・わさだ店・別府店
- 山形屋 （鹿児島）
  - 宮崎山形屋 （宮崎）
- デパートリウボウ （那覇）

## 百貨店協会非加盟店
離脱企業
- 木内（秋田）- 1889年（明治22年）3月[102]に創業した木内商店が百貨店化。全盛期の昭和40年代から昭和50年代には従業員約400人で年商130億円を上げ[103]秋田県随一の百貨店となり[104]、「秋田の三越」と呼ばれていた[105]。1990年（平成2年）協会脱退[105]。1991年（平成3年）に売場縮小[106]。衣料品のみ取り扱いの専門店化[105]。2020年3月以降、休業中。
- 矢尾百貨店（秩父）- 1970年には百貨店法の適用を受けていた。

スーパーによる百貨店業態店
- ビブレ - 旧マイカルグループが若者向けの百貨店業態店として発足。ファッションビル的な性格が強いが、試行錯誤の結果、店舗毎のコンセプトはバラバラとなった。一時、カネ長武田百貨店（青森ほか）、丸光（仙台ほか）、山田百貨店（福島）の「百貨店連合」も合流。マイカル破綻後、百貨店連合店は「さくら野百貨店」として独立し、百貨店協会に復帰している。
- リヴィン - かつては西武百貨店と同じ「西武」の名称を用いて、日本全国に百貨店業態の大型店を出店していた。

その他
- 井野屋 - 現存する数少ない月賦百貨店。
- 福田屋百貨店（宇都宮ほか）- 1948年（昭和23年）10月に衣料品店として開業し、1962年（昭和37年）2月に百貨店法に基づく百貨店を開業した[107]。栃木県内の大手百貨店として同県内に多店舗展開を図った[108]。日本チェーンストア協会および日本ショッピングセンター協会に加盟し、日本百貨店協会には非加盟である。

## 寄合百貨店・ファッションビル
経営母体が仕入を行って売場を運営せず、各店舗に完全に売場運営を委ね、売上が法律上も入居している各店舗で計上し、各々が個別に直接小売事業を行う業態を「寄合百貨店」や「ファッションビル」と呼ぶ。
かつては中小の小売業者が集まって1つのビルに入居し、各々が独自に店舗を運営しながら全体としては「百貨店」のような多品種を扱う形態が多かったため、「寄合百貨店」と呼ばれることが多く、現在でも経済産業省や市町村などの行政機関では個別に経営する店舗が集まって形成されるこうした大型店を「寄合百貨店」として統計などを採っていることが多い。
パルコやルミネ、ラフォーレ原宿、メルサに代表されるような大手企業が全体を統括し、全体の店舗構成やイメージコントロールを行いながら運営するケースが多くなり、ファッション関連のテナントが多かったことから、「ファッションビル」という呼び方がされる。
ファッション関連以外の専門店中心のビルの場合などには「専門店ビル」と称する場合もある。
近年は百貨店もインショップと呼ばれるアパレル業者（卸売業者）が自社のブランドで運営し、売上が上がった段階で仕入を起こす売上仕入のスタイルを採る売り場も多く、この部分が専門店に見えるため、専門店ビルと百貨店ビルの違いが素人目には分かりにくくなってきている。

### 専門店
全体を単独の企業が運営して特定分野の商品だけを扱う店舗は大規模であっても専門店とされる。
- ハンズ・ロフト・京王アートマン・インキューブ・和光（東京銀座）・ユザワヤなど

## 過去にあった日本の百貨店
三越伊勢丹、大丸松坂屋百貨店、そごう・西武、髙島屋、阪急阪神百貨店、東急百貨店、近鉄百貨店およびその名前を社名に含む系列店については、各社の記事を参照。

### 合併や営業譲渡で屋号が消滅したもの
- カネ長武田百貨店（青森県）- 1961年開業。伊勢丹A・D・O加盟。ニチイ（マイカル）の支援を受けて1978年（昭和53年）3月に「株式会社百貨店連合」を設立した[109]。「ダックシティカネ長武田」「青森ビブレ」に商号変更。マイカル破綻後、2002年に「さくら野百貨店」として独立。高島屋ハイランドグループ加盟。
- 本金 - 1959年開業。西武JMA加盟。1983年、西友合弁で新会社「本金西武」を設立。2005年、西武百貨店本体に吸収合併され、現在は「そごう・西武」西武秋田店として営業。
- 丸光（仙台市ほか）- 1946年（昭和21年）6月1日に創業した雑貨店が[110]1953年（昭和28年）10月に百貨店を開業した。1970年（昭和45年）に高島屋と提携し[111]、高島屋ハイランドグループ加盟。ニチイ（マイカル）の支援を受けて1978年（昭和53年）3月に「株式会社百貨店連合」を設立した[109]。「ダックシティ丸光」「仙台ビブレ」に商号変更。マイカル破綻後、2002年に「さくら野百貨店仙台店」として独立。ハイランドグループに復帰。会社分割により、2010年から社名は「エマルシェ」に変更されたが、店名は引き続き「さくら野百貨店」を使用。
- 志満津百貨店（水戸市）- 1949年開業。1971年、京成電鉄と資本参加。高島屋ハイランドグループ加盟。「京成志満津」を経て、「水戸京成百貨店」に社名変更。京成百貨店グループ各社の他店が全店閉店したため、現在「京成百貨店」といえば、同店のことになっている。
- ほてい屋（東京新宿）- 1935年、伊勢丹に吸収合併。
- 丸善銀座屋（長野市）- 1958年（昭和33年）11月10日に地場資本の百貨店として創業[112]。1966年（昭和41年）に東横百貨店の資本参加[113]。1970年（昭和45年）9月 に「ながの東急百貨店」に商号変更[113]。
- だるま屋 - 1928年開業。1970年（昭和45年）に西武百貨店と提携し[111]、西武JMA加盟。1988年、セゾングループ再編により「西武北陸」へ社名変更。1993年、西武百貨店本体に吸収合併され、現在は「そごう・西武」西武福井店として営業。
- 田中屋 - 1931年開業。1972年伊勢丹資本傘下となり、「田中屋伊勢丹」を経て、現在は「静岡伊勢丹」として営業。
- オリエンタル中村百貨店 - 1954 - 1980年。1977年三越資本傘下となり、「名古屋三越百貨店」などを経て、グループ再編により、現在は「名古屋三越」として営業。
- ちまきや（山口市）- 1855年（安政2年）に創業した「八木呉服店」が[114]、1930年（昭和5年）「ちまきや八木百貨店」として[114]に山口県で初めて百貨店を開業した[115]。2008年（平成20年）8月31日にちまきやとしての百貨店の営業を終え[115]、2008年（平成20年）10月3日に山口井筒屋本店に営業を継承する形となった[116]。元三越提携店。

### 業態転換

#### スーパーへの転換
旧ジャスコと合併した百貨店
- 伊勢甚（茨城県）- 1956年開業。伊勢丹A・D・O加盟。1977年、ジャスコに小売部門を全面譲渡、「伊勢甚ジャスコ」と呼称したが現在はすべて閉店。「伊勢甚本社」はホテルや不動産業ほかを運営。
- さとり百貨店（群馬県・渋川市）- 1948年開業。1981年合弁で「群馬ジャスコ」を設立。総合スーパー化。1999年、ジャスコが吸収合併。
- 扇屋（千葉県）- 1933年（昭和8年）に扇屋モスリン店として創業し[117]、1959年（昭和34年）に本店が百貨店となった[118]。1971年、松坂屋と提携[117]。1976年（昭和51年）8月21日合弁で「扇屋ジャスコ」を設立[117]、総合スーパー化。1999年、ジャスコが吸収合併。
- はやしや百貨店（長野県・松本市）- 1956年（昭和31年）に長野県下第1号の百貨店として開業[119]。1970年 、ジャスコと提携により総合スーパー化、「信州ジャスコ」に社名変更。1999年にジャスコが吸収合併。
- ほていや百貨店（長野県・上田市）- 江戸時代から続く布忠呉服店が1957年（昭和32年）に百貨店法による百貨店になったものであったが、大手スーパー進出に対抗するためにジャスコと提携し、総合スーパー化した[120]。松坂屋と提携していた。以降、1988年に「信州ジャスコ」に吸収合併。
- いづも屋百貨店（新潟県・高田市）- 1927年（昭和2年）新潟県下最初の百貨店として開業[121]。1976年、ジャスコと提携。1985年（昭和60年）2月にいづも屋百貨店を閉店し[122]、同年11月に郊外に「イヅモヤジャスコ」を開業した[122]。1996年（平成8年）3月にジャスコ上越店が開業したことに伴ってイズモヤジャスコも閉店した[123]。

マイカルと合併した大衆デパート（百貨店協会非加盟）
- 室蘭ファミリーデパート（桐屋）
- ショッピングデパート千葉久（一関）
- 宮古ファミリーデパート玉木屋
- 赤トリヰ（須賀川）
- ファミリーデパートノムラ（原ノ町）
- 足利ショッピングデパート（足利）

ダイエーグループ
- ヤマニ三春屋（水沢）→ 水沢ダイエー → ダイエー水沢店 → 閉店
- 東光デパート（一関） - 1979年（昭和54年）3月13日に三春屋と業務提携し[124]、1981年（昭和56年）に三春屋がダイエーに譲渡した[125]。
- 渕上 - 1953 - 1963年。ユニードの前身となる百貨店。

その他
- 丸井 - 月賦百貨店を発祥とするが、最近の出店形態は、専門館、ファッションビルなど多様な業態になっている。
- 西條（名寄市) (SC) - 1960年開業。西武JMA加盟。1990年代、郊外型スーパー、ホームセンターに業態転換。
- マエダ百貨店（青森県むつ市）(SC)
- 京浜デパート（東京市芝区、蒲田区、横浜市鶴見区、川崎市川崎区）- 京浜電気鉄道と白木屋の取引問屋が出資して1933年（昭和8年）に資本金10万円で設立され、白木屋の分店計画を継承したもの[126]。京浜電気鉄道品川駅の地階と地上1階の計約1,000坪の品川店を開設したのが始まりである[126]。蒲田分店（1934年（昭和9年）9月開業）や鶴見分店（1935年（昭和10年）3月開業）、川崎分店（1935年（昭和10年）5月5日開業）など母体企業である京浜電気鉄道の沿線での多店化を推し進めた[126]。菊屋デパートの名称で池袋分店（1935年（昭和10年）2月開業）や高田馬場分店（1935年（昭和10年）12月開業）という他の鉄道会社のターミナル駅への出店を行った[127]。1940年（昭和15年）3月15日に菊屋デパート池袋分店を武蔵野鉄道（現在の西武鉄道）へ売却して武蔵野デパートとなり[128]、他の店舗も戦災で焼失するなど、第2次世界大戦終了時までに品川と鶴見の2店舗にまで事業規模が縮小した[127]。1963年（昭和38年）10月に開店した富岡店を京浜ストアとして開店するなど[127]スーパーマーケット事業へ業態転換を進め、現在は京急ストアとなっている。
- 丸大（新潟県）(SC) - 1952年（昭和27年）4月に創業した衣料品店が[129]、1963年（昭和38年）6月15日に百貨店審議会で認可を受けて百貨店化した[121]。1977年（昭和52年）にイトーヨーカ堂と提携[130]。以降総合スーパー化。現在も「セブン&アイ」の一員として存続しているが、総合スーパー「イトーヨーカドー」のフランチャイズ店を運営している子会社としてであり、百貨店業態ではない。

#### 専門店ビル化
- 岡田屋（神奈川県）- 1890年（明治23年）11月23日に創業の質屋を母体に1910年（明治43年）10月に呉服店を開業し、1963年（昭和38年）5月に百貨店化した[131]。1980年（昭和55年）5月15日に「川崎岡田屋モアーズ」として新店舗をショッピングセンター化し[131]、1982年（昭和57年）11月12日に[132]横浜店も直営の売り場を廃止して全面的に専門店のテナントに切り替えており[133]、現在はショッピングセンターの運営会社となっている[133]。2007年、合併により「横浜岡田屋」に統合。
- 梅屋（神奈川県・平塚市）- 1963年開業。2011年、最寄型専門店ビル「ユーユー」に業態転換。
- 富士急百貨店 （静岡県沼津市）- 1965年（昭和40年）12月1日に開業した富士急名店会館を拡張発展させる形で、1967年（昭和42年）10月1日に富士急百貨店を開業[134]。高島屋ハイランドグループ加盟。専門店ビル化するも、2012年（平成24年）4月までに全テナントを撤退させ店舗閉鎖[135]。法人としては、富士急富士山駅ビル（山梨県富士吉田市）に2006年（平成18年）3月31日にショッピングセンター「キュースタ」(SC)を開業し[136]、その運営にあたっている。
- 丸屋（鹿児島市）- 1961開業。1984年、「鹿児島三越」、直営店化を経て2009年閉店。2010年、ビル管理会社化した「丸屋本社」がテナントビル「マルヤガーデンズ」(SC)を運営。
- ナカムラデパート（都城）[要出典]→ メインホテルナカムラ（法人としては株式会社中村のまま業態変更）

### 消滅
地区区分は日本百貨店協会公式サイト「地区区分」に準じる。

#### 北海道地区
- 五番館（札幌市）- 種苗・農機具の販売業であった[137]札幌興農園が1906年（明治39年）には五番館として北海道内で最初の百貨店を開業した[138]。高島屋ハイランドグループ加盟。1982年（昭和57年）に西武百貨店と業務提携し[138]、「西武北海道」を経て、1997年（平成9年）に西武百貨店本体に吸収合併されるとともに店名も「札幌西武」へ改称し[138]、2009年（平成21年）9月30日に閉店となった[139]。
- ヨークマツザカヤ（札幌市）- 1974年（昭和49年）6月8日に松坂屋が百貨店を開業したが、業績が低迷したため1979年（昭和54年）2月1日に閉店[140]。イトーヨーカ堂と提携して1979年（昭和54年）4月28日に[141]ヨークマツザカヤと店名を変更して新装開店[142]。1994年（平成6年）3月からはロビンソン百貨店札幌店となり、完全に松坂屋グループを離脱してイトーヨーカ堂グループの傘下に完全に移行[142]。2002年（平成14年）4月には地上3階以上の6フロアの売場を閉鎖して地下2階から地上2階までの4フロアに売場を縮小し[143]、他のフロアを6月に専門店街ラフィラとしたが[144]、2009年（平成21年）1月18日に閉店した[142]。2009年（平成21年）3月26日に全館がススキノラフィラとして開業[145]。2020年（令和2年）5月に閉店[146]。
- 丸丹おかむら（夕張市）- 1957 - 1980年。
- 丸勝松村百貨店（旭川市）- 1918年（大正7年）に創業した松村呉服店が1936年（昭和11年）に丸勝松村百貨店を設立して百貨店化した[147]。1971年（昭和46年）に「マルカツデパート」に改称[147]。2001年（平成13年）2月中旬に直営売場を廃止して百貨店としての営業を終え、翌月3月からは店舗名は従来通りながら全館テナントのビルとして営業を再開した[148]。2022年10月に、北海道電力への電力使用料未納が発覚。10月6日午前に建物への電力供給停止が通告されたことを受け、10月5日をもって最後まで残っていたテナント全20店舗が一斉に退去し、閉店した[149]。
- 大国屋（小樽市）- 1934年（昭和9年）に小樽で最初の百貨店となり[150]、1993年（平成5年）4月に閉店した[151]。西武JMAに加盟。
- ニューギンザ百貨店（小樽市）- 1917年（大正6年）創業の河野呉服店が1955年（昭和30年）にニューギンザ百貨店として百貨店となり、1988年（昭和63年）に閉店した[150]。
- 鶴丸（苫小牧市）- 1952 - 2002年。西武JMAに加盟。
- 棒二森屋（函館市）- 2019年1月31日閉店。閉店時の親会社は中合。
- まるいいとう（北見市）- 1929 - 1986年。当初は丸井今井、のちにきたみ東急百貨店と業務提携。
- ビルディング百貨店（北見市）- 閉店後、金市舘北見店→ラルズプラザ北見店となり、ラルズプラザ北見店閉店後に建物は解体。現在、跡地にはホテルルートイン北見店が新築されている。解説HP、「ビルディング百貨店」画像1、「ビルディング百貨店」画像2
- 丸三鶴屋（釧路市）- 1930年（昭和5年）9月25日開業[152]。伊勢丹A・D・O加盟。1996年（平成8年）7月8日に丸井今井に買収されて[152]ビル管理会社化し、店舗は同年10月4日に「丸井今井釧路店」となったが[152]、2006年（平成18年）8月20日に閉店した[153]のに伴い同年12月19日に釧路地方裁判所へ特別清算の適用申請を行っている[154]。
- 丸ト北村（釧路市）- 1967 - 2000年。
- オリエンタルデパート（釧路市）- 1967年開業。「オリエンタルプラザ」と改称、専門店ビル化。1986年倒産廃業。

#### 東北地区
- 松木屋（青森県十和田市） - 1921年（大正10年）12月に開店[155]。2003年（平成15年）4月23日閉店。西武JMAに加盟。
- 菊屋百貨店（青森市）- 1935年（昭和10年）10月1日に開店[155]。1955年（昭和30年）7月21日に2階にあった特売場の床が抜け落ちて買い物客45名が転落し重軽傷を負う事故が発生[156]。閉店に追い込まれた。
- 富士屋百貨店（青森市）- 戦後の物資と建物が不足している時代に事務所ビルを転用して開業した百貨店で、当初は集客力を発揮していた[157]。しかし、松木屋が鉄筋コンクリート造り3階建の店舗を新築して復興すると、同社の戦前からの百貨店運営の伝統と経験に対抗できずに売上が減少して閉店となった[157]。
- むつ松木屋（青森県むつ市）- 2023年10月20日閉店。地域密着型2フロアの小型店。2000年に松木屋（青森）から独立し、松木屋本体破綻の際の連鎖倒産を免れた。2016年頃よりスーパー佐藤長の事実上傘下に入るも、佐藤長が民事再生を申請、事業譲渡先のトライアルカンパニーへの譲渡対象にむつ松木屋は含まれず閉店した[158]。
- かくは宮川（弘前市）- 1923年（大正12年）2月に開店し[155]、1977年（昭和52年）に閉店となった[159]。店舗跡には1980年（昭和55年）にファッションビル「ハイ・ローザ」となったが、1997年（平成9年）に閉店した[159][160]。
- マルキ飛島 （青森県五所川原市）- イトーヨーカ堂と提携後、ショッピング・センターエルムの街建設に際して閉店。
- 三春屋（青森県八戸市） - 永禄年間に三春屋呉服店として創業。一時期は岩手県への出店も行うなど経営の拡大を進めたが、成功せず、全店撤退した。1985年にダイエー傘下となり、その後経営母体の度重なる変遷を経つつ、再建を目指したが2022年（令和4年）4月をもって閉店した。
- 中三（弘前）- 1896年（明治29年）6月に創業した呉服店が[161]、1964年（昭和39年）に五所川原本店で百貨店としての営業に乗り出した[162]。大丸・松坂屋CBS加盟。1994年（平成6年）5月に[163]ジャスコ（現・イオングループ）と資本・業務提携して出資を受けたが[164]、2009年（平成21年）同年2月20日付で提携関係を解消し[165]、同年4月30日で資本提携も解消した[165]。2011年（平成23年）3月30日、民事再生法の適用を青森地方裁判所に申請し受理された[161]。投資会社フェニックス・キャピタルの元で再生を図ったが[166]、2024年8月に破産開始が決定し閉店[167]。
- 正札竹村（秋田県大館市）- 1853年（嘉永6年）創業の竹村呉服店が1959年（昭和34年）に百貨店化したものであったが[168]、2001年（平成13年）7月2日、秋田地方裁判所大館支部へ自己破産の申立を行って閉店した[169]。
- 湯沢ショッピングデパート大丈
- 丸久（山形市）- 1956年（昭和31年）に百貨店を開業し、1968年（昭和43年）に新庄市に売り場面積約1,448 m2の支店も出店していた[170]。1971年（昭和46年）に松坂屋と資本・業務提携[171]。新店舗を建設して移転・増床して「丸久松坂屋」となり[171]、「山形松坂屋」となって2000年8月20日に閉店し[172]、同年12月4日に特別清算を申請した[173]。跡地は東邦エンタープライズに売却され、「ナナビーンズ」となった。
- 小袖屋（山形県酒田市）- 1969年（昭和44年）に呉服専門店から百貨店になった売り場面積約4,400 m2で最盛期には売上高約11億円を上げていたが[174]、競争激化を受けて約8.7億円に落ち込んで[175]倒産し[176]、1971年（昭和46年）8月に閉店となった[175]。店舗跡は大沼に営業譲渡されたが[170]、酒田大火で焼失。復興時には跡地にはマリーン5清水屋が開設された。
- 大沼（山形県山形市） - 2020年1月26日閉店[177]。翌1月27日に山形地方裁判所へ破産申請[178]。
- マリーン5清水屋（酒田）- 1950年「清水屋」開業。大丸・松坂屋CBS加盟。1978年「酒田セントラルビル」に移転、売り場面積の85 %を占めていた。1994年、ダイエーグループ「中合」と合併。「中合・清水屋店」として営業。2007年「酒田セントラルビル」が「マリーン5」に、2011年「マリーン5清水屋」に社名変更。2012年、中合が撤退したため、ビル会社が直接運営で事業を継承することになった[179][180]。日本ショッピングセンター協会加盟。2021年7月15日、テナントの相次ぐ撤退による業績低迷および前社長の死去により閉店[181]、8月5日に破産を山形地方裁判所酒田支部に申請し、8月13日に破産開始決定を受けた[181]。
- マルサン百貨店（岩手県水沢市）[182][183]
- マルカン百貨店（岩手県花巻市）
- 及新（岩手県釜石市）- 西武JMAに加盟[184][185][186]。
- Nanak（盛岡）- 中三の再建のために分離（売却）され、2012年（平成24年）4月11日に譲渡契約を正式に締結してマイルストーンターンアラウンドマネジメント（MTM）に譲渡されることになった[187]。2012年（平成24年）10月29日、1階と2階の一部のほかに4階という一部のフロアのみで新装開業した[188]。親会社の経営悪化により2019年6月閉店。
- エマルシェ（宮城県仙台市）- さくら野百貨店のうち、仙台店を運営していた。2017年2月27日に自己破産を申請し前日付で閉店。
- 山田百貨店（福島市）- 1930年（昭和5年）に創業した呉服店[189]が1948年（昭和23年）に百貨店を開業[190]。ニチイ（マイカル）の支援を受けて1978年（昭和53年）3月に「株式会社百貨店連合」を設立した[109]。「ダックシティ山田」「福島ビブレ」に商号変更。マイカル破綻後、2002年に「さくら野百貨店福島店」に改称。2005年閉店。
- ツタヤ百貨店（福島市）- 1882年（明治15年）に創業した呉服店[191]が1958年（昭和33年）に百貨店として開業。1972年（昭和47年）に専門店ビル「コルニエツタヤ」に業態転換した[191]。2002年（平成14年）11月5日に破産宣告を受け[191]、閉店となった。
- 大黒屋（福島県いわき市）- 1901 - 2001年。伊勢丹A・D・Oに加盟。
- 中合（福島県福島市）- 2020年8月31日、福島駅東口再開発事業に伴い最後の1店舗が閉店[192]。

#### 関東地区
- 麻屋百貨店（群馬県前橋市）- 1934年（昭和9年）に群馬県で初の百貨店として開業し、1964年（昭和39年）に閉店となった[193][194]。
- 前三百貨店（群馬県前橋市）- 1964年（昭和39年）9月18日に開業し、1985年（昭和60年）12月末に閉店となった[195]。1979年（昭和54年）に三越との提携強化を図った[111]。
- 藤五百貨店（群馬県高崎市）- 1951年（昭和26年）に創業した繊維小売店が[196]、1964年（昭和39年）に百貨店を開業[197]。1969年（昭和44年）3月29日に伊勢丹と業務提携し、1973年（昭和48年）6月1日に藤五伊勢丹に社名変更して伊勢丹傘下に入った[198]。1982年（昭和57年）3月3日には高崎伊勢丹に名称変更して完全に伊勢丹主導での再建を図ったが成功せず、1985年（昭和60年）8月4日に閉店した[198]。
- すみや（群馬県太田市）- 戦後 - 1970年代後半。
- 上野百貨店（宇都宮市・大田原市）- 1945 - 2000年。
- 山崎百貨店（宇都宮市）- 宇都宮市の地場資本の百貨店としては上野百貨店に次いで開業したもの[199]。
- さくら屋（栃木県足利市）- 1967年（昭和42年）11月27日に百貨店開業[200]。1969年（昭和44年）12月に十字屋に営業譲渡[200]。同社は不動産業に転進。
- 豊島百貨店（茨城県土浦市）- 1917年（大正6年）に創業した土浦繭糸市場が繭の取引を行っていない期間に百貨店として営業し、1936年（昭和11年）に専業化した[201]。戦後、霞百貨店になり[201]、1964年（昭和39年）9月に京成電鉄の傘下に入る[202]。1969年（昭和44年）4月25日に京成霞百貨店として新装開店し[202]、のちに土浦京成百貨店となった[202]。1989年（平成元年）に閉店[203]。
- 小網屋ショッピングデパート（茨城県土浦市）- 1912年（大正元年）に創業した呉服店が1951年（昭和26年）に百貨店となった[204]。1999年（平成11年）2月21日に本店を閉店して2001年（平成13年）8月23日に特別清算開始を申し立て事実上倒産した[204]。

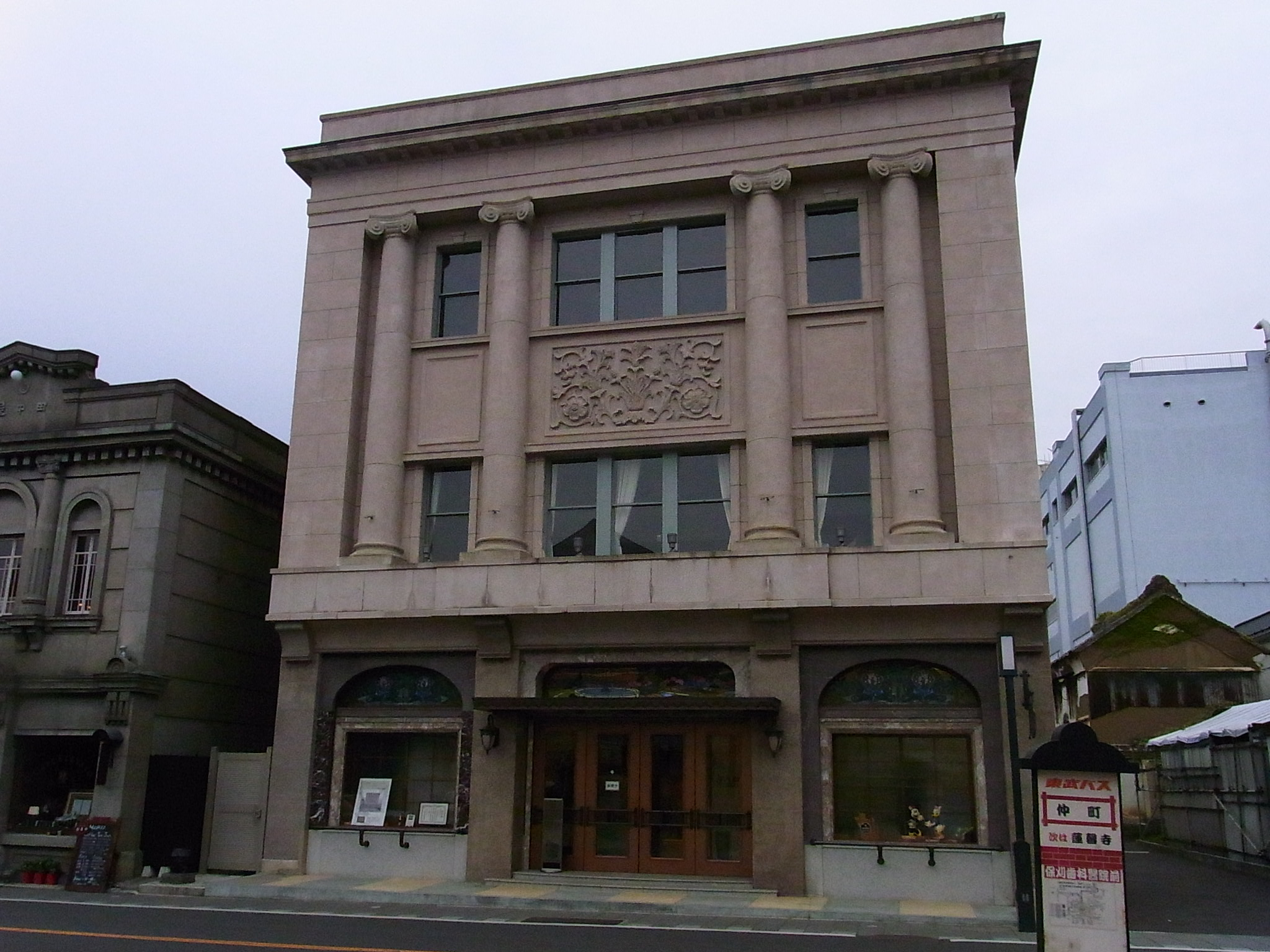
山吉ビル（2010年4月20日撮影）

- 山吉（やまきち）百貨店（埼玉県川越市） - 1936 - 1951年。閉店後跡地に飯能発祥の丸広百貨店が入居（1964年転出）。山吉ビルは建築家「保岡勝也」の設計で「小江戸・川越4部作」と呼ばれる歴史的建造物[205]。
- ロビンソン百貨店 （埼玉県春日部市他）- 1985年（昭和60年）11月にロビンソン百貨店春日部店を開業[206]。イトーヨーカドーとアメリカの西海岸を本拠地としていたロビンソンと提携して設立[111]。2009年（平成20年）にそごう・西武に吸収合併[207]。2013年（平成24年）3月1日に春日部と小田原の2店を「西武」ブランドに改称[206]。のちに2店舗とも閉店している。
- 奈良屋（千葉市）- 1743年（寛保3年）8月5日に創業した呉服店が1930年（昭和5年）11月1日に百貨店となった[208]。1972年（昭和47年）に千葉そごうの隣に三越と合弁でニューナラヤを開業[209]。同年、従来店舗をファッションビル「セントラルプラザ」に業態転換。1984年（昭和59年）10月にニューナラヤは千葉三越に社名変更のして経営権を委譲した[210]。2001年（平成13年）10月31日にセントラルプラザ閉店にともない、企業体として消滅。千葉三越も直営化された「三越千葉店」を経て、2017年3月に閉店して店舗そのものがなくなった。
- 田畑百貨店（千葉市）- 1964年開業。伊勢丹A・D・O加盟。1971年、火災により店舗消失。西武百貨店資本提携で再建するも、著しく信用を失墜し1976年閉店。当時セゾングループだったパルコに営業譲渡するも[211]、2016年に千葉パルコも閉店した。
- サカモト百貨店（千葉県茂原市・木更津市）- 1972年、百貨店開業（帝国データバンクの分類上の企業体はスーパー）。1978年（昭和53年）9月にそごうが資本参加し[111]「サカモトそごう」を経て、1997年閉店。
- 佐原ショッピングプラザ清見屋（千葉県佐原市）
- クリハシ百貨店（千葉県銚子市）- 1972年から百貨店法適用[212]。
- ボンベルタ百貨店（千葉県成田市ほか） ‐ イオングループ。2024年夏に「そよら成田ニュータウン」（ショッピングモール形態）にリニューアルするため、2024年2月末をもって閉店[213]。
- 白木屋（東京・日本橋他）- 1662年10月6日（寛文2年8月24日）に創業した呉服店が1903年（明治36年）10月1日に百貨店となった[214]。大阪（堺筋本町、阪急梅田出張店など）進出による業績悪化などから、大丸による経営統合や阪急百貨店による資本提携が模索された。1956年（昭和31年）1月に東急の傘下に入り[215]、1958年（昭和33年）8月に東横百貨店を吸収合併して株式会社東横に商号変更[216]。1967年（昭和42年）10月に日本橋本店の名称を東急百貨店日本橋店へ改称したあと[217]、1999年（平成11年）1月31日に閉店した[218]。日本橋本店跡地にはコレド日本橋が建設されて2004年（平成16年）3月30日に開業した[219]。五反田と大森、高円寺の3店は東急ストアへと引き継がれた[215]。
- 十字屋 - 1923年（大正12年）12月に創業した呉服店が[107]1967年（昭和42年）に百貨店となった[111]。百貨店業態の店舗のほかに中・小型店は衣料品チェーン店も運営していた[220]。1971年、大丸・松坂屋CBS加盟。1982年、ダイエーグループ入り。立地によりさまざまな業態の店に転換。2006年（平成18年）3月1日に「ダイエー・アゴラ」と合併し、テナントビル「OPA」などの事業を展開。2004年、ダイエー破綻後、グループ内再編で、ほとんどの店が閉店。百貨店では山形店のみを中合に移管し、2006年にOPAを分社後、2007年にダイエーに吸収合併された。
- 美松百貨店（東京・日比谷）- 1931年（昭和6年）10月15日に開業して、1935年（昭和10年）6月15日に閉店となった[221]。伊勢丹関連。
- 京王新宿ビルディング（旧：新宿追分駅ビル）- 東京初のターミナルデパート。詳細は#ターミナルデパートの誕生、京王線の新宿駅付近の廃駅#京王新宿駅を参照。現在は、京王新宿追分ビルとなり「新宿丸井アネックス」が入居。
- まるき百貨店（東京・八王子市）- 1960年（昭和35年）12月10日に開業、1968年（昭和43年）10月1日に閉店となった[222]。店舗跡に同年11月29日に岡島が進出したが、1970年（昭和45年）2月5日に閉店した[223]。店舗跡は1971年（昭和46年）5月に小杉会館が開業し、のちに八王子エルシィと改称している[224]。
- イノウエ百貨店（東京・八王子市）- 1963年（昭和38年）10月1日に開業、1971年（昭和46年）7月に閉店となった[225]。
- 小美屋（川崎市）- 1871年（明治4年）に創業した呉服店が1927年（昭和2年）11月に川崎初の百貨店として開業した[226]。伊勢丹A・D・O加盟。ニチイ（マイカル）の支援を受けて1978年（昭和53年）3月に「株式会社百貨店連合」を設立した[109]。「ダックシティ小美屋」に改称。1996年（平成8年）に閉店した[227]。跡地は売却され、専門店ビル川崎DICEとなった[227]（小美屋とは無関係）。
- 野澤屋（横浜市）- 1864年（元治元年）に創業した呉服店が1910年（明治43年）11月1日に百貨店となった[228]。松坂屋が筆頭株主となってその傘下に入って1974年（昭和49年）に店名を「ノザワ松坂屋」と変更[228]、1977年（昭和52年）には「横浜松坂屋」となり[229]、2008年（平成20年）10月26日に閉店した[230]。2012年（平成24年）2月8日に跡地にJ.フロントリテイリンググループ・大丸コム開発運営の「カトレヤプラザ伊勢佐木」が開業した[231]。
- 相模屋 - 1929年 - 1934年。7階建て[232]。
- 湘南百貨店 - 相模屋跡の7階建ての建物を活用して1951年（昭和26年）3月18日に開業した。資本金3,000万円で従業員200名を擁する百貨店で、松喜屋と並ぶ横浜の戦後派百貨店であったが、横浜の二大百貨店である野澤屋と松屋が本格的に営業を再開すると、その影響で1953年（昭和28年）秋ごろから売上が落ち込み、1953年（昭和29年）半ばには最盛期の月7,000万円から月1,200万円へ激減したため、1953年（昭和29年）8月末に不渡りを出して閉店となった[232]。その後、債権者の一部が管理する形で同年10月に低価格販売の百貨店として再開したものの、同年末に再び閉店となり、その歴史に終止符を打った[232]。
- 越前屋百貨店 - 1931年創業。閉店後の1935年、鶴屋（のちの松屋）進出。松屋撤退後の1977年から横浜松坂屋西館、1994年からは場外馬券売り場となったが、ビル所有者は大丸松坂屋百貨店。2004年11月、「横浜市認定歴史的建造物」に認定。
- 松喜屋（赤灯台）（横浜市伊勢佐木町）- 第2次世界大戦後に呉服店から百貨店化し、「赤灯台」として進駐軍の軍人や市民に親しまれた[232]。しかし、松屋と野澤屋の横浜二大百貨店が本格的に営業を再開すると業績が悪化し[232]、1968年ほていやに株式売却（合併）、総合スーパーへ業態転換、1969年営業譲渡。ユニー・ピアゴイセザキ店となるも、2020年8月閉店。
- 江ノ電百貨店（神奈川県・藤沢市）- 1974年開業。1985年、小田急百貨店に営業譲渡。ビルの所有は江ノ島電鉄。
- 箱根登山デパート（神奈川県・小田原市）- 1959年（昭和34年）10月に小田原初の百貨店として開業[233]。1980年（昭和55年）に専門店ビル「箱根登山ベルジュ」(SC)に業態転換したが[233]、2013年（平成25年）3月31日閉店となった[234]。
- 志澤（神奈川県・湘南地方）- 1956年開業。伊勢丹A・D・O加盟。1974年にセゾングループ入り。1978年、支店を全店売却。1980年、西武クレジットが吸収合併。小田原本店を「志澤西武」として営業するも、1998年閉店。
- 中込百貨店（甲府市）- 1948年開業。1975年に経営破綻。セゾングループが店舗を買収し、「西友中込店」後に西友・百貨店事業部「甲府西武店」として営業。1998年閉店。
- 山交百貨店 - 1937年（昭和12年）9月30日に「松林軒デパート」として開業[235]した甲府会館に1954年（昭和29年）5月22日に松菱の支援のもと設立した「甲府松菱」が入居。1961年（昭和36年）7月14日に国際興業が買収し[236]、1965年（昭和40年）10月に「山交百貨店」へ社名変更のうえ、同年11月に甲府駅前の山交ビルへ移転[236]。経営競合により売上減少を理由として2019年9月30日閉店[237]。
- 丸光百貨店（長野市）- 1949年開業。伊勢丹A・D・O加盟。1983年、そごう資本傘下となり「丸光そごう」「長野そごう」を経て、2000年閉店。
  - 諏訪丸光（長野県諏訪市）- 長野丸光の創業者だった長沢太一が設立し[238]、1965年（昭和40年）7月[239]に諏訪丸光として開業した[240]。2004年（平成16年）6月29日に会社更生法の適用を申請し[238]、2005年（平成17年）3月1日から店名を「まるみつ百貨店」に変更して新体制で再起したが[241]、2011年（平成23年）2月20日に閉店し[242]、会社清算をすることになった[238]。
- 小林百貨店 - 1937年開業。伊勢丹A・D・O加盟。1978年に三越資本傘下となり、「新潟三越百貨店」などを経て、グループ再編により「新潟三越伊勢丹」新潟三越として営業。2020年（令和2年）3月閉店。
- イチムラ（新潟県長岡市）- 1950年（昭和25年）に創業した洋品店が[129]1963年（昭和38年）6月15日に百貨店となった[121]。高島屋ハイランドグループ加盟。1978年（昭和53年）3月にニチイの支援を受けてカネ長武田百貨店、山田百貨店と「百貨店連合」を設立[109]。ニチイ（マイカル）グループ入り。「ダックシティイチムラ」に改称。1997年（平成9年）2月に閉店した[243]。
- 松菱（浜松市）- 1937 - 2006年。丸物創業者中林仁一郎の弟が創業、丸物傍系。伊勢丹A・D・Oに加盟。創業家を同じくする津松菱（津市）が現存している。
- 棒屋（浜松市）- 1936 -1954年。百貨店廃業後も同族会社が市内で不動産会社を経営中。

#### 中部地区
- 山勝百貨店（岐阜市）- 1950年開業。西武JMA加盟。1973年（昭和48年）に西武百貨店資本傘下となり、1975年（昭和50年）「岐阜パルコ」(SC)に業態転換[244]。2005年閉店。
- 新岐阜百貨店 - 名鉄新岐阜駅ビルに1957年（昭和32年）3月に開業し[245]、2005年（平成17年）12月28日に閉店となった[246]。跡地には名鉄グループが建設したECT（イクト）が2009年（平成21年）9月6日に開業した[247]。
- 丸宮百貨店（岐阜市）- 第2次世界大戦に誕生した百貨店であったが[248]、1962年（昭和37年）に名鉄グループに買収されて名鉄岐阜ストアーとなった[245]。跡地には、1990年（平成2年）11月3日に岐阜メルサファッション館が開業したが[245]、2009年（平成21年） 9月に閉店となった。店舗跡は2011年（平成23年）4月にドン・キホーテ柳ケ瀬店が開業した[249]が、2020年に閉店し2023年現在空きビル。
- ヤナゲン（岐阜県大垣市）- 1910年（明治43年）3月柳源呉服店として開業。業況悪化にともない平和堂傘下で再建を進めていたが、2019年（令和元年）に大垣本店とFAL店（瑞穂市）を閉店。不動産業として会社は存続。
- 岐阜高島屋（岐阜市） - 1977年（昭和52年）9月23日に開業した[250]。慢性的な経営悪化と建物の老朽化により[251]、2024年（令和6年）7月31日に閉店した。
- 名鉄丸栄百貨店（愛知県一宮市）- 名鉄百貨店および丸栄合弁で設立され、1969年（昭和44年）10月1日に開業した[252]。1982年（昭和57年）2月に一宮名鉄百貨店に改称し[245]、2000年（平成12年）9月に閉店となった[253]。名鉄百貨店一宮店開設にともない閉店。
- 丸栄（名古屋市中区）- 旧丸物傍系。1943年「十一屋」と「三星」の戦時統合により開業。2018年6月30日に店舗営業終了。不動産管理、インターネット販売、外商営業のため会社は存続。
- 三交百貨店（三重県松阪市・伊勢市）- 1965 - 2007年。近鉄グループで三越提携店だった。）

#### 近畿地区
- 丸物（京都・岐阜ほか）- 1926年、中林仁一郎が「京都物産館」として開業。1931年「丸物」に商号変更し、東海地方を中心に多店舗展開。そのほとんどは別法人として設立されたほか、松菱や丸栄も系列店として扱った。1966年に近畿日本鉄道の資本参加を経て、1977年に「京都近鉄百貨店」に社名変更。2001年「近鉄百貨店」と合併し存続会社となったが、旧丸物の店舗（京都店ほか）は全店閉店している。なお、「東京丸物（池袋ステーションビル）」はパルコに業態転換し、京都近鉄百貨店の系列店だった草津近鉄百貨店は、近鉄百貨店草津店として営業している。
- はとや（京都駅前）- 1935 (昭和10）年1月、丸物本店よりも京都駅正面に近い位置へ開業。最繁忙期は3〜6月の4か月間、次いで10・11月といずれも観光シーズンで、むしろ通常の百貨店が繁盛する中元・歳暮の時期には閑散としているなど、観光客向けの店であった一方、京都市電を活用して市内からも集客していた。戦後の詳細は分かっていない[254]。
- 三笠屋百貨店（大阪・上本町駅ビル）- 1922年（大正11年）9月23日に創業した食料品店が1926年（大正15年）9月16日に開業した[29]世界初のターミナルデパートである[255]。大阪電気軌道株式会社（近畿日本鉄道の前身の一つ）が開設した上本町駅ビルに出店していた[256]。大阪電気軌道が百貨店を開業することになったことにともない、開業時からの紳士協定で1935年（昭和10年）末に閉店して退去した[29]。店舗跡には大軌百貨店が開業し、会社再編に伴って後の近鉄百貨店上本町店となった[29]。
- 元町デパート（神戸市） - 1925年、井上繭太郎が寄合百貨店として開業するも、半年で経営破綻した。1926年には三越に買収されて三越神戸支店となる。三越も出資した神戸高速鉄道の西元町駅と直結したが、三宮移転の頓挫や三越事件の影響で業績が悪化し、1984年（昭和59年）に閉店した。
- 丸正（和歌山市）- 1950 - 2000年。ぶらくり丁商店街の核店舗といわれていた。西武JMA加盟。

#### 中国・四国地区
- 大手町デパート（岡山県津山市）- 1970年（昭和45年）11月に地元商店主らの共同出資で開業。1990年代に入って郊外型店舗との競争に敗れて1991年（平成3年）に閉店し、髙島屋に譲渡して後継店の岡山高島屋津山店となった。しかし、1999年（平成11年）4月に再開発で誕生するアルネ津山に天満屋が開業する同社津山店との競合を避け、同年3月末で閉店[257]。
- つるや百貨店（岡山県倉敷市）- 1952年開業。経営不振により1957年「菊屋百貨店」、1964年「天満屋倉敷店」（初代店舗）と運営会社は変遷。ただし、つるや、菊屋の詳細は不明。
- 松下百貨店（山口県徳山市）- 松下商店を母体として[258]1962年（昭和37年）9月2日に開業[259]。開業時から近鉄グループと資本・業務提携しており[259]、1965年（昭和40年）に「近鉄松下百貨店」に改称した[260]。2013年（平成25年）2月28日閉店[258][260]。
- 柳井大丸（山口県柳井市）
- 一畑百貨店（松江市）- 1958年創業、1998年に松江駅前に移転。2014年以降9期連続赤字となり、テナントの誘致も進まず2024年1月14日閉店。
- 丸新百貨店（徳島市）- 1934年、「新町百貨店」として開業、1937年に丸新百貨店と社名変更。西武JMA、のちに大丸・松坂屋CBSに加盟。1995年閉店。
- 一楽屋（徳島市）- 徳島空襲で廃業。
- つぼ美屋（徳島市元町）- 1964 - 1986年開業。1974年（昭和49年）に開業した新館は閉店後、1987年（昭和62年）からニチイ（マイカル）が「徳島ビブレ」として利用した[261]。2001年（平成13年）からは複合商業ビル「ラスタ・トクシマ」となったが、2003年から空きビルになり、2013年に解体されることになった[261]。
- 高松天満屋（香川県高松市）- 入居していたコトデン瓦町ビルの所有者は高松琴平電気鉄道。前身テナントはコトデンそごうで、同社の破綻・閉店後の2001年開業。運営は天満屋子会社の同名企業であった。2014年閉店し、運営会社も清算される。ビルには2015年10月、双日商業開発のマネジメントにより、専門店を集めた「瓦町FLAG」がオープンした。
- 大洋デパート（愛媛県今治市）- 1962年開業。1974年（昭和49年）、大丸資本傘下となり「今治大丸」を経て、2008年閉店。
- 百貨店せとうち 今治センター（愛媛県今治市）- 1973年開業。高島屋ハイランドグループ加盟。1974年、髙島屋資本参加により「せとうち高島屋」「今治髙島屋」を経て、1985年閉店。
- 別子百貨店（愛媛県新居浜市）- 1950年、別子鉱業小売部門として開業。1951年、大丸資本傘下となり「別子大丸」、「新居浜大丸」を経て、2001年閉店。
- 土電会館 （高知市）- 1958年開業。西武JMA加盟。1973年、西武百貨店資本傘下となり「とでん西武」を経て、直営化「高知西武」。2002年閉店。

#### 九州地区
- 大光百貨店（国鉄博多駅駅ビル）- 1963 - 1964年。「渕上」が経営。「博多井筒屋」は大光閉店後のビルに進出したもので無関係。
- 山城屋（北九州市門司区）- イカリソースの前身山城屋門司支店が[262]、経営難に陥っていた平井屋を1934年（昭和9年）末に買収して開業した百貨店である[263]。1994年（平成6年）には和議を申請して再建を図ったが成功せず、2001年（平成13年）3月末に閉店[264]。
- 丸柏百貨店（北九州市若松区）- 1889年（明治22年）に創業した呉服店が1938年（昭和13年）に丸柏百貨店として百貨店化した[265]。1979年（昭和54年）8月に小倉に本拠を置く井筒屋に営業を譲渡されて同年10月に若松井筒屋として開業したものの、1995年（平成7年）に閉店した[265]。跡地には2007年（平成19年）8月23日にホテルルートイン北九州若松駅東が開業している[266]。
- 福岡松屋（福岡天神）- 1911年（明治44年）10月に創業した呉服店が[267]1929年（昭和4年）に百貨店を開業した[268]。第2次世界大戦後は百貨店ではない形で事業を再開し、1973年（昭和48年）にファッションビル「マツヤレディス」を開業[267]。2003年、関連会社の大牟田松屋の経営不振により連鎖倒産[267]。
- 大牟田松屋 - 1937年（昭和12年）10月に開業した[263]。2002年（平成14年）1月15日に民事再生法の適用を申請して事実上破綻した[269]。市民株主運動に賛同した出資者なども集めて2002年（平成14年）9月に再生計画の認可を得て再建をスタートさせたが[270]、2004年（平成16年）7月2日に再生手続きの廃止の申し立てを行って廃止決定を受けて同日付の閉鎖となった[271]。大丸・松坂屋CBS加盟。清水屋（きよみずや）本店を買収し、食料品売り場とした。
- 旭屋（福岡県久留米市）- 1937年開業。1968年、買収により「久留米井筒屋」。2009年閉店。
- 岡政（長崎市）- 1931年開業。1969年、大丸系列となり「長崎大丸」を経て、1987年大丸に経営権委譲。2003年グループ再編により、「博多大丸」に吸収合併。2011年閉店。その後跡地に「ハマクロス411」が建つ。
- 千徳百貨店（熊本市）- 1906年（明治39年）に創業した呉服店が、1926年（大正15年）12月11日に百貨店を開業した[272]。1945年（昭和20年）7月の熊本大空襲で店舗が焼失。1955年（昭和30年）3月に破産宣告を受け[273]、その歴史に終止符を打った。
- 銀丁百貨店（熊本市）- 1930年（昭和5年）10月11日に開業[274]。戦後創業の大洋デパートの傘下に入ったが、同社が火災事故の影響で破綻したため、当店も閉店となった[275]。
- 八木百貨店（熊本市）- 1930年（昭和5年）6月3日に開業[274]。店舗跡は熊本商工会議所になった[274]。
- 大洋デパート（熊本市）- 1952 - 1979年。焼失した建物を改装し、1979年、ユニード運営の擬似百貨店「熊本城屋」（現・ダイエー熊本下通店）を開業。2014年、ビル建て替えのために閉店。
- 県民百貨店（熊本）- 1973年 - 2015年2月28日。熊本交通センターの商業施設であった。開業時「岩田屋伊勢丹ショッピングセンター」、その後「熊本岩田屋」「くまもと阪神」を経て「県民百貨店」として営業した。2015年、交通センター再開発に伴い閉鎖。
- 中村百貨店（大分県別府市）- 1958年開業。近鉄グループに入り、「別府近鉄百貨店」などを経て、1991年直営化。1994年閉店。
- 橘百貨店 ボンベルタ橘（宮崎）- 1975年に初代法人が倒産したあと、1976年、ジャスコに買収され「ボンベルタ」の構成員となった。2008年、地元資本により橘ホールディングスを設立しイオン・グループから独立。屋号はそのまま「ボンベルタ橘」を継承。2020年（令和2年）にPPIHによる買収ののち閉店。同年、同グループの「MEGAドン・キホーテ宮崎橘通店」を中核とする複合商業施設「宮崎ナナイロ」に転換。
- アヅマヤ百貨店（宮崎県延岡市）- 1959年（昭和34年）にアヅマヤ百貨店として百貨店を開業し[276]、1965年（昭和40年）に百貨店法に基づく百貨店となった[277]。2000年（平成12年）8月30日に宮崎地方裁判所延岡支部に民事再生法の適用申請を行った[278]が、資金難のため同年12月31日に閉店となった[277][276]。
- 大浦株式会社 都城大丸（宮崎県都城市）- 1948 - 2011年。
- 大見高島屋（鹿児島市）- 高島屋ハイランドグループ加盟。1975年、専門店ビルに業態転換。社名：高島屋開発、ビル名「タカプラ」(SC)と改称。2018年閉館。
- 桜デパート（鹿児島県鹿屋市）- 1954 - 2000年。スーパーも多店舗展開。1974年から寿屋と提携で業態転換。
- 円山号（まるやまごう）（沖縄県那覇市東町）- 1935-？[279]

#### 旧日本領
南樺太
- 江戸っ子百貨店豊原本店（旧豊原市）[280]
- ウラジミロフカ百貨店（旧豊原市）

台湾
- 菊元百貨店（台北）
- 林百貨店（台南）
- 吉井百貨店（中国語版）（高雄）

朝鮮・関東州
- 三中井百貨店（京城・釜山・大邱・平壌・大田・光州・満州国新京）
- 和信百貨店（京城）
- 丁子屋百貨店（京城・釜山・平壌・元山・大連・満州国新京）

## 百貨店が消えた街
前述の通り、近年の消費構造大変革により、規模の大小・地域を問わず、百貨店業界は厳しい状況が続いている。このため大都市圏も含めて主要都市、まして地方部だと県全体からすらも百貨店が姿を消す事例が珍しくなくなってきている。以下、百貨店協会加盟の百貨店が姿を消した主要都市を日本百貨店協会の地区分会ブロックごとに挙げる。
都道府県単位の事例
2020年以降は地方部を中心に｢デパートなし県｣の発生が相次いでおり、山形県、徳島県(2020年)、島根県、岐阜県(2024年)(百貨店協会加盟店消滅順)の4県が該当する。
2019年までは全都道府県に百貨店が存在したが、2020年1月27日に山形県山形市で営業していた大沼が破産したことにより、山形県が全国で初めて百貨店協会加盟の百貨店が消滅した県となった。2021年7月には非加盟の百貨店マリーン5清水屋も自己破産することとなり、山形県内には県外百貨店のサテライトショップを残すのみとなった）。
2020年8月31日には徳島県徳島市のそごう徳島店が閉店し、徳島県は山形県に続いて全国で2番目に百貨店協会加盟店が存在しない県となった（非加盟店を含めた百貨店そのものの消滅は全国初）。なお、2022年にそごう徳島が入居していたアミコビル2階に三越徳島がオープンしたが、高松三越のサテライトショップという扱いのため、百貨店には含まれない（三越徳島としても百貨店協会に加盟していない）。2024年1月14日には島根県松江市の一畑百貨店松江店が閉店し、同年7月31日には岐阜県岐阜市の岐阜高島屋が閉店した。
都道府県庁所在地の事例
2020年8月31日に滋賀県大津市の西武大津店と福島県福島市の中合が閉店した。これにより滋賀県・福島県は県庁所在地から百貨店が消え、滋賀県は草津市の近鉄百貨店が、福島県は郡山市のうすい百貨店が唯一の百貨店となっている。
政令指定都市の事例
政令指定都市では、2015年5月にさいか屋川崎店が閉店したため、川崎市が初めて該当している。そごう・西武の加盟店舗がのちに誕生したが、ショッピングセンター内の小型店舗（ギフトショップクラス）であり一般的な百貨店ではない。2019年には伊勢丹相模原店閉店により、相模原市からも消滅した。
参考（現在）
- 加盟店が1店舗も所在しない都道府県[282]：山形、岐阜、島根、徳島の4県
- 加盟店が県庁所在地以外の1店舗だけとなった都道府県：福島、滋賀の2県
- 加盟店が県庁所在地の1店舗だけとなった都道府県：岩手、茨城、新潟、山梨、富山、和歌山、福井、香川、高知、佐賀、熊本、宮崎、鹿児島、沖縄の14県
- 加盟店が県庁所在地のみに複数ある都道府県：宮城、石川、愛知、京都、愛媛の5府県

地区区分は日本百貨店協会公式サイト「地区区分」に準じる。
北海道
小樽市、室蘭市、苫小牧市、帯広市、釧路市△、北見市△、旭川市、夕張市、名寄市※
東北
青森県五所川原市・十和田市・むつ市※、岩手県二戸市・一関市・久慈市・奥州市・釜石市・花巻市・宮古市※・北上市、秋田県大館市・湯沢市、宮城県石巻市△・気仙沼市、福島県会津若松市・福島市△・いわき市△・須賀川市・南相馬市※、山形県山形市△・米沢市・酒田市
関東（関東甲信越と静岡県）
茨城県日立市△・ひたちなか市△・土浦市・つくば市△、栃木県足利市、埼玉県春日部市△・日高市・川口市・坂戸市・東松山市※、千葉県木更津市・銚子市・佐原市・成田市・茂原市△・市川市※・松戸市※、東京都墨田区△・品川区※・八王子市△、神奈川県川崎市△※・相模原市、新潟県長岡市・上越市・高田市、長野県諏訪市・上田市※、静岡県沼津市
中部
三重県松阪市・伊勢市・名張市、岐阜県岐阜市・大垣市・瑞穂市、富山県高岡市※、石川県小松市※、愛知県豊橋市・豊田市・岡崎市・一宮市
愛知県豊田市は小規模店舗、同県岡崎市は食料品売場に特化した店舗を撤退した百貨店とは別の百貨店が跡地に開設。
近畿（2府4県と福井県）
滋賀県大津市、奈良県桜井市、大阪府八尾市、兵庫県三田市
中国・四国
島根県松江市・出雲市※、広島県呉市△・三原市・尾道市、山口県周南市△・宇部市※、愛媛県今治市△・新居浜市△、徳島県徳島市△
四国は2008年を最後に県庁所在地以外の店舗が全滅した。地域ブロックでこのような事例は四国だけ。
九州・沖縄
福岡県大牟田市※・飯塚市※、佐賀県伊万里市、長崎県大村市※、大分県中津市※△・日田市・臼杵市、宮崎県都城市
大分県はいずれも県縁部地域唯一の百貨店が消え、県央部だけに残る結果となった。

### 凡例
- ※は日本百貨店協会加盟店の店舗が規模縮小により百貨店でなくなったり、ギフトサロンの形式で営業を継続している都市。
- △は別会社の百貨店が小規模店舗やギフトサロンを開設している都市。

### 旧日本統治化地域 百貨店関連
- ビジネスカフェ あきんどひろば
  - 「三中井百貨店」